# Università degli Studi di Napoli Federico II
L'Università degli Studi di Napoli Federico II (in acronimo UniNa) è un'università statale italiana fondata nel 1224 e si tratta della più antica università pubblica e laica al mondo.
Nata per volontà dall'Imperatore del Sacro Romano Impero e Re di Sicilia Federico II di Svevia che, il 5 giugno 1224, inviò da Siracusa una generalis lictera con la quale designò come sede dello Studium generale del regno la città partenopea.
Il motto dell'Università è Ad scientiarum haustum et seminarium doctrinarum, tratto dalla lettera circolare di Federico II di Svevia.
L'Università ha ospitato, nel corso della sua millenaria storia, alunni illustri, tra cui i Presidenti della Repubblica Italiana Enrico De Nicola, Giovanni Leone e Giorgio Napolitano.
Secondo il ranking CWUR (Center for World University Rankings), nel 2025 si piazza al 243º posto su 21.462 nel ranking mondiale, confermando inoltre la 6ª posizione tra gli atenei italiani. Secondo un'analisi congiunta di U.S. News & World Report e Clarivate Analytics, l'Ateneo si posiziona al secondo posto nazionale per il corso di laurea in Ingegneria meccanica, preceduto soltanto dall'Università degli Studi di Roma "La Sapienza", e al terzo per il corso di laurea in Fisica, preceduto dalla succitata Sapienza e dall'Università di Pisa.
Dall'ottobre 2016 l'università ospita la Apple Developer Academy e, dal 2018, il Cisco Digital Transformation Lab.

## Storia

### Fondazione dello Studium
L'erezione dello Studium venne decretata dall'imperatore Federico II di Svevia il 5 giugno (il 5 luglio secondo talune fonti) 1224 tramite una lettera circolare (generalis lictera) inviata da Siracusa. Poiché fu creata per volere stesso dell'imperatore, l'Università di Napoli è considerata in assoluto la prima università laica in Europa di tipo statale (non fondata, cioè, da corporazioni, religiosi, ovvero da associazioni di intellettuali o di studenti, ma in forza di un pubblico provvedimento sovrano).
Col favore di Dio, [...] desideriamo che in ogni parte del nostro Regno molti diventino savi e accorti attingendo alla fonte delle scienze e a un vivaio di saperi, [...]
Disponiamo perciò che nell'amenissima città di Napoli vengano insegnate le arti e coltivati gli studi connessi con ogni professione, così che i digiuni e gli affamati di sapere trovino nel nostro Regno di che soddisfare i propri desideri e non siano costretti, per ricercare la conoscenza, a peregrinare e a mendicare in terra straniera.
[...]
Le condizioni che offriamo agli studenti sono queste: in primo luogo che nella detta città ci saranno dottori e maestri in ogni facoltà. Gli studenti, poi, da qualsiasi posto provengano, siano sicuri di soggiornare, stare e tornare non avendo a patire alcun danno tanto nella persona quanto nei propri beni. I migliori alloggi esistenti nella città saranno dati in affitto agli scolari dietro corresponsione di due once d’oro al massimo, e tale importo non sarà superiore. [...] Saranno fatti prestiti agli studenti, in base alle loro necessità, da coloro che sono designati a ciò dietro consegna in pegno dei libri, che saranno restituiti provvisoriamente ricevendo la garanzia degli altri studenti. 
[...]»
(Federico II di Svevia. Siracusa, 5 giugno 1224, XII indizione.)
Tramite la lettera circolare, l'Imperatore invitava in maniera perentoria tutti gli studenti a recarsi a Napoli prima del 29 settembre (ricorrenza di san Michele Arcangelo), data divenuta canonica per l'inizio degli anni accademici. Questa lettera è stata trasmessa dalla collezione delle lettere attribuite a Pier della Vigna, che fu primo ministro dell’imperatore. In un'epoca in cui gli studenti erano soliti pagare i propri docenti, nell'ateneo federiciano fin dalla sua fondazione i docenti erano retribuiti dall'imperatore; gli studenti erano protetti e tutelati, e quelli meritevoli potevano godere di prestiti d'onore e alloggi.
Due furono i motivi principali che spinsero l'imperatore all'edificazione dello Studium: in primo luogo la formazione esclusiva del personale amministrativo e burocratico della curia regis (la classe dirigente del regno) e, quindi, la preparazione dei giuristi che avrebbero aiutato il sovrano nella definizione dell'ordinamento statale e nell'esecuzione delle leggi. In secondo luogo, l'espresso interesse di agevolare i propri sudditi nella formazione culturale, emancipandosi ed evitando loro inutili e costosi viaggi all'estero.
La scelta della sede cadde sulla città di Napoli per motivi non solo culturali (la città aveva una lunga tradizione in merito, legata alla figura di Virgilio, che viene richiamata esplicitamente in un documento dell'epoca), ma anche per motivazioni geografiche ed economiche (gli scambi e i trasporti via mare, il clima mite e la posizione strategica all'interno del Regno furono, soprattutto, determinanti). Per l'organizzazione dello Studium ci si avvalse dell'opera di due eminenti giuristi campani: Pier della Vigna e Taddeo da Sessa.
Affinché la nuova università potesse competere con quelle più antiche, Federico II proibì ai cittadini del regno di frequentare università straniere, in particolare quella di Bologna, sotto la minaccia di sanzioni corporali e pecuniarie. Allo stesso tempo, istituzioni educative interne al regno non potevano offrire corsi nelle stesse discipline insegnate dall'Università di Napoli, causando la chiusura di diverse di queste scuole.
L'obiettivo politico-universitario di Federico II non si limitava alla formazione di funzionari adatti per il servizio statale, ma comprendeva anche la creazione di un'ampia élite intellettuale in grado di consolidare l'Impero sia attraverso elementi giuridici che tramite contributi culturali.
Lo Studium fu organizzato in modo originale, differente dal cosiddetto modello bolognese o parigino dell'università. Esso era un istituto chiuso, con regole molto rigide. Gli studenti e i professori avevano il divieto di uscire dalle sue mura. Questo tipo di organizzazione universitaria fu adottato anche in alcune università spagnole.
L'ubicazione originale dell'Università di Napoli rimane incerta, ma si ipotizza che fosse situata nella regione di Nido, accanto alla Chiesa di S. Marco ed al Monastero di Donna Romita. Durante il regno di Carlo I, furono introdotte diverse riforme nell'ordinamento dell'Università, incluso l'istituto del Giustiziere degli scolari e l'introduzione di nuovi titoli accademici. Le cattedre furono definite in modo più chiaro, diventando sei: Medicina, Diritto Canonico, Diritto Civile, Teologia, Grammatica e Logica.
Durante il regno di Carlo I d’Angiò, l'Università di Napoli vide la presenza di importanti figure come Andrea e Bartolomeo da Capua, Andrea Bonello, Filippo da Castrocoeli e S. Tommaso d'Aquino, quest'ultimo beneficiario di un sussidio mensile concesso dal Re. Anche altri come Giacomo Belvisio, Andrea d'Isernia ed Arnaldo di Villanova furono rinomati sotto il suo successore.
Tuttavia, i periodi di instabilità politica e la conquista spagnola portarono nuovamente turbamenti nell'Università. Ferdinando il Cattolico vendette l'ufficio di Giustiziere degli scolari alla città e i Viceré abolirono i privilegi di esenzione degli studenti. Nonostante i tentativi di riforma, gli abusi persistettero e l'Università non riuscì a recuperare la sua fama.

### Dal XIII al XVI secolo
Inizialmente gli studi furono indirizzati verso il diritto (fondamentale per la formazione dei giuristi), le arti liberali, la medicina e la teologia. Durante il periodo angioino (1265-1443) la struttura e l'organizzazione dell'Università restano sostanzialmente immutate.
Nel 1443, con l’avvento del dominio aragonese, l’ateneo venne chiuso per circa vent’anni. Nel 1465 venne riaperto fino al 1490. Dal 1443 al 1501, le discipline umanistiche divennero l'obiettivo principale dell'istruzione superiore a Napoli (fino ad allora priorità nell'istruzione erano le materie clericali). Solo a partire dal 1507 l’ateneo godette di una serenità più duratura, restando aperto definitivamente nel Monastero di San Domenico Maggiore.

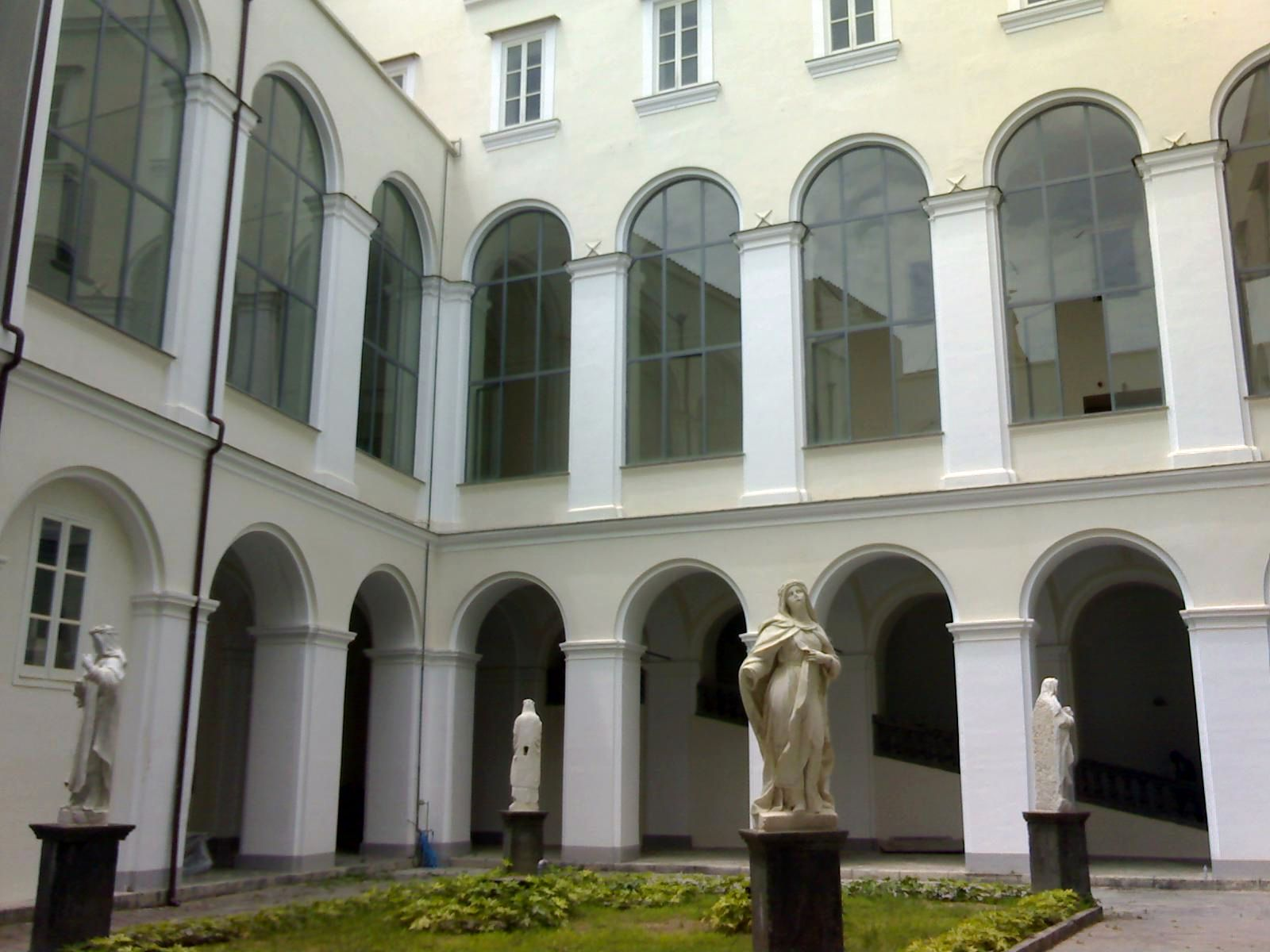
Chiostro di San Domenico Maggiore, cortile delle statue.

### Dal XVI al XIX secolo

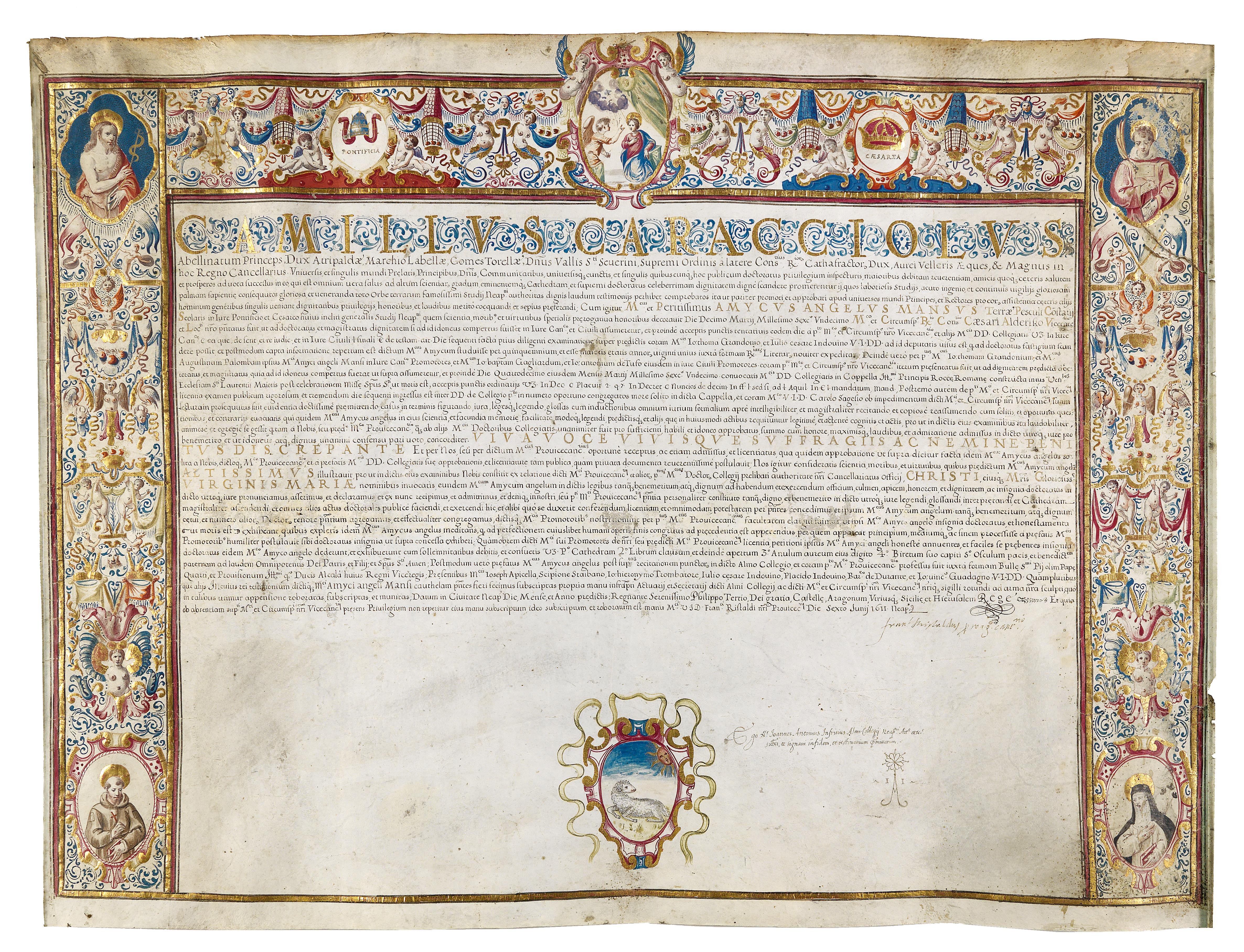
Attestato di ammissione al Collegio Dottorato dell'Università degli Studi di Napoli per Amycus Angelus Mansus, Maestro e Dottore in Giurisprudenza. Napoli, 6 giugno 1611.

Dopo l'arrivo degli spagnoli agli inizi del Cinquecento, l'Università di Napoli non fu più soggetta a sospensioni e chiusure, ad eccezione di brevi interruzioni dovute a sommosse, epidemie e carestie. Tuttavia, le sue condizioni rimasero precarie, senza una sede stabile e con stipendi tra i più bassi in Italia e in Europa. L'assolutismo regio e i timori della Chiesa riguardo alla diffusione dei movimenti di riforma religiosa generarono un clima di stretto controllo sulle istituzioni culturali. Una bolla pontificia del 1564 impose a tutti i docenti e dottori dell'università il giuramento di fedeltà alla fede cattolica.
Verso la fine del XVI secolo o i primi del XVII, nacque una disputa con lo studium di Salerno riguardo alle lauree in Medicina, che attiravano molti studenti grazie ad agevolazioni come la mancanza di obbligo di immatricolarsi o assistere alle lezioni per diversi anni. I Principi di Avellino furono tra i principali sostenitori dell'Università di Napoli, ottenendo il privilegio ereditario di Gran Cancelliere. Tuttavia, la diserzione dei giovani medici causava problemi.
A partire dal 1616 la sede universitaria fu posta nel Palazzo dei Regi Studi (ora sede del Museo Archeologico Nazionale di Napoli), edificio un tempo caserma della cavalleria, ristrutturato appositamente ad opera dell'architetto Giulio Cesare Fontana per ordine di don Pedro Fernández de Castro, conte di Lemos e viceré di Napoli. Nel 1618, il viceré Ossuna aggiunse il giuramento di fedeltà all'Immacolata Concezione.
Pëtr Andreevič Tolstoj, in visita a Napoli nel 1698, affermò in una sua opera:
In quell'accademia ci sono più di 4000 studenti, tutti studiano gratuitamente, chiunque venga, la retribuzione va ai maestri reali. Nella stessa accademia è stata creata una stanza speciale per le discussioni e per le testimonianze degli studenti: coloro che completano gli studi vengono testimoniati dalle discussioni in quella stanza sopra citata. Vicino a quella stanza c'è n’è un’altra dedicata all'anatomia; non è grande ed è costruita secondo le convenzioni per l'anatomia. In quest'accademia a Napoli ci sono 400 dottori, medici, farmacisti e professionisti della medicina con 2000 persone. Vivono tutti gratuitamente, nutrendosi della scienza del viceré napoletano, e dei principi, e dei conti, e dei duchi, e dei marchesi, e dei nobili, e dei mercanti, e di ogni sorta di residenti napoletani.»
(Pëtr Andreevič Tolstoj, Viaggio in Europa.)
Durante il Seicento l'Università visse, al pari degli altri atenei europei, un lungo periodo di decadenza, cosicché a Napoli cominciarono a sorgere scuole private e collegi ecclesiastici, che a poco a poco si affiancarono ad essa togliendole spazio. Solo a partire dal Settecento, prima con gli Asburgo e poi con i Borbone, l'ateneo ricevette una grande spinta in senso positivo da parte delle autorità: è in questo periodo che il filosofo Giambattista Vico insegnò nell'Università partenopea.
Durante il Settecento, la situazione dell'Ateneo migliorò leggermente grazie ai tentativi di riforma dei Viceré austriaci e al patrocinio dei Baroni, ma le riforme proposte incontrarono ostacoli politici. Con l'arrivo di Carlo III di Borbone, alcune riforme furono attuate, ma l'espulsione dei Gesuiti causò nuove difficoltà.
Le maggiori novità di quegli anni furono la creazione nel 1735 della cattedra di Astronomia e nel 1754 della prima cattedra di meccanica e di commercio, ovvero di Economia politica, del mondo, la prima affidata a Pietro di Martino e la seconda ad Antonio Genovesi).
Nel 1777 la sede fu trasferita nel Convento del Salvatore, dove prima risiedeva il Collegio Massimo dei Gesuiti, in seguito alla dissoluzione e all'espulsione dell'ordine religioso per volere di re Ferdinando IV di Borbone. Per tutta la seconda metà del XVIII secolo, l'ateneo divenne il fulcro della cultura del regno borbonico, anche perché vi furono molti docenti (tra cui Antonio Genovesi) che vissero appieno nell'ambiente illuministico. Da lì partì quel movimento di intellettuali che diede vita ai moti del 1799 e alla (breve) esistenza della Repubblica Napoletana.
Anche durante il decennio francese (1806-1815) ci furono opere di modernizzazione in campo culturale. Anzitutto l'Università visse un cambiamento radicale: fu articolata in cinque facoltà (Lettere e Filosofia, Matematica e Fisica, Medicina, Giurisprudenza, Teologia); fu istituita la prima cattedra italiana di Zoologia e la prima di Anatomia comparata; furono collegati all'ateneo e diretti da professori universitari l'osservatorio astronomico, l'orto botanico e i musei di mineralogia e zoologia. Nonostante ciò, le scuole private ritornarono in auge, divenendo la struttura portante dell'istruzione nell'Italia meridionale dalla Restaurazione sino all'Unità d'Italia. Per tale motivo, l'Università di Napoli subì delle gravi conseguenze nel momento in cui, dopo la nascita del Regno d'Italia, dovette uniformarsi alla legge Casati, rivelando forti disparità rispetto alle altre sedi italiane, proprio a causa della numerosità di istituti privati concorrenti.
Nel 1806, con il Decreto del 31 ottobre, il governo e l'amministrazione dell'Università di Napoli furono riformati e affidati a un Prefetto, un Consiglio e un Amministratore, tutti nominati direttamente dal re. Il Prefetto, sostituendo il Rettore, aveva un ruolo principalmente cerimoniale e durava in carica non più di tre anni. Era responsabile di presiedere agli atti dell'Università e di ricevere i conti dall'Amministratore per trasmetterli al Ministero dell'interno. Il Consiglio, composto da sei membri e dai Deputati delle Facoltà, aveva il compito di regolare gli studi, proporre riforme al re e conferire i gradi accademici dopo gli esami. Il ruolo dei Consiglieri era principalmente onorifico. L'Amministratore, scelto tra i Professori, era l'unico a ricevere un compenso mensile e aveva il compito di gestire le finanze dell'Università, sorvegliare la disciplina e fare i pagamenti ai docenti e al personale. Nel corso degli anni, furono proposte diverse riforme, incluso il controllo diretto del governo sull'istruzione pubblica e la creazione di un Direttore, un Rettore e un Consiglio di Pubblica Istruzione. Tuttavia, nel 1822 e nel 1848, furono apportate ulteriori modifiche all'organizzazione, con la creazione di nuove commissioni e la sostituzione del Consiglio Generale di Pubblica Istruzione. Queste riforme continuarono fino al 1860, quando una Commissione provvisoria di Pubblica Istruzione sostituì definitivamente il Consiglio Generale, segnando un'altra fase nell'amministrazione dell'istruzione a Napoli.
La Facoltà di Teologia fu abolita nel 1861. Nel 1869 fu fondata la Scuola Normale Superiore di Napoli, con l'obiettivo di formare professori per le scuole secondarie, offrendo corsi complementari e conferenze. Gli studenti dovevano superare un esame di ammissione e venivano divisi in due sezioni: Lettere e Filosofia, e Scienze Matematiche e Naturali. Alcuni studenti provenienti dall'Università furono ammessi di diritto, diventando successivamente professori di licei statali.
Per merito di leggi specifiche, volte a standardizzare le Università italiane, come il decreto legge del 30 maggio 1875 (emanato da Ruggiero Bonghi) e il Regolamento del 1876 (emanato da Michele Coppino), l'ateneo partenopeo riuscì ad abbattere tali diversità, già evidenziate nel 1860 dal direttore generale della Pubblica Istruzione Francesco De Sanctis, che contribuì energicamente al suo ammodernamento.

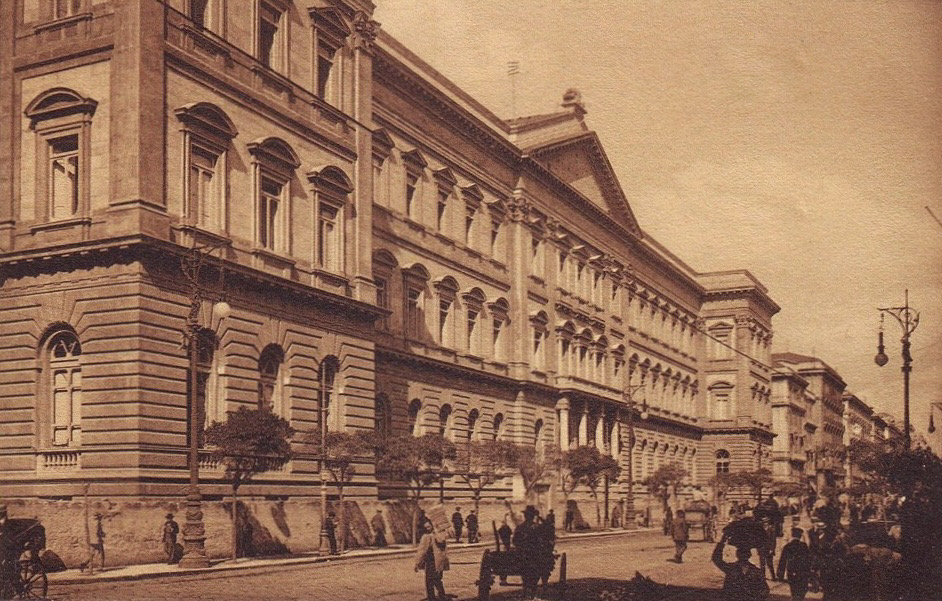
La Sede centrale a fine Ottocento

Nonostante la popolazione studentesca si moltiplicasse, portandola al terzo posto in Europa, dopo Berlino e Vienna, gli edifici a disposizione dell'Università erano carenti e talvolta non adeguati (difatti la maggior parte di essi erano ex conventi riconvertiti).
Attraverso la legge del 16 luglio 1882, l'Ateneo fu soggetto a un ampliamento significativo. Nel 1884, dopo una violenta epidemia di colera, essendo la struttura del Convento del Salvatore ormai inadeguata, l'Università fu spostata, grazie ad iniziative di rinnovamento urbano, nella nuova sede di Corso Umberto I, dove tuttora risiede.
Tuttavia, come affermato da Luigi Miraglia nel 1896, l'applicazione di tale legge non riuscì a soddisfare appieno le esigenze della Facoltà di Medicina. La condizione degli istituti scientifici, confinati in locali angusti e privi delle necessarie risorse per il loro sviluppo, era diventata insostenibile. Anche la Biblioteca e gli insegnamenti, che non richiedevano spazi specifici come laboratori, si trovavano in gravi difficoltà a causa della limitatezza degli spazi disponibili.
La Camera dei deputati, nella sua prima seduta del 19 luglio 1905, approvò un ordine del giorno riguardante il riordinamento dell'Università, riconoscendo l'urgente necessità di intervento statale per migliorare le sue condizioni fatiscenti. Il Governo, supportato dalla Commissione, accettò di presentare un disegno di legge per riformare l'edificio dell'Università, già promettendo un contributo di due milioni di lire da distribuire in sei anni. L'Università di Napoli si trovava in condizioni degradate, con edifici cadenti e inadeguati per la sua popolazione studentesca. I vari ministri dell'istruzione avevano riconosciuto la necessità di rinnovamento, ma la situazione finanziaria e tecnica presentava sfide. Dopo tentativi infruttuosi, si decise di affidare la redazione di un nuovo progetto agli ingegneri che avevano lavorato al progetto precedente. Questo nuovo progetto, stimato in 4,420,000 lire, fu approvato dal Ministero dell'istruzione e successivamente dal Consiglio Superiore dei lavori pubblici. La convenzione stipulata tra il Governo e le province interessate, inclusa Napoli, prevedeva che l'opera fosse finanziata con contributi sia statali che locali. L'anticipo delle spese statali, previsto in dieci rate annuali, doveva essere proporzionale ai contributi delle altre entità coinvolte. Nonostante le difficoltà finanziarie, l'opera fu considerata di vitale importanza per il progresso scientifico e culturale del paese. La convenzione prevedeva anche la partecipazione delle province di Chieti e Campobasso, sebbene non fossero ancora ufficialmente coinvolte. Tuttavia, si sperava che avrebbero contribuito in futuro, riducendo così il peso finanziario sullo Stato. Per coprire il costo totale stimato della convenzione, pari a 6,800,000 lire, si prevedeva di utilizzare fondi provenienti dalla cessione di terreni, prelevamenti dai fondi di risanamento e contributi da parte del Comune di Napoli e del Banco di Napoli. Il disegno di legge presentato al Parlamento rifletteva la lunga e laboriosa trattativa tra il Governo e le parti interessate, cercando di bilanciare gli interessi finanziari con l'importanza culturale e scientifica dell'opera.
Verso la fine del XIX secolo, la Facoltà di Medicina, lamentando costantemente la carenza di strutture adeguate, convinse il Governo a istituire una Commissione il cui rapporto portò alla promulgazione della legge del 16 luglio 1882. Questa legge autorizzava la spesa di lire 850.000 per il trasferimento e l'adeguamento delle cliniche e degli stabilimenti della Facoltà medica della R. Università di Napoli negli ex conventi di Santa Patrizia e Sant'Andrea delle Dame (quest'ultimo è attualmente una delle sedi dell'Università degli Studi della Campania Luigi Vanvitelli). Grazie a questa legge, furono acquisiti i sopraccitati due edifici, e i lavori di ristrutturazione furono avviati e portati a termine. Nel 1887, fu possibile inaugurare presso il Complesso di Sant'Andrea i locali destinati alla Clinica Oculistica, alla Clinica Ostetrica, al Gabinetto di Patologia Generale, all'Istituto di Fisiologia e a quello di Farmacologia. Presso il convento di Santa Patrizia, i lavori per ospitare la prima e la seconda Clinica Medica, la Clinica Chirurgica e le Patologie Speciali Mediche e Chirurgiche erano quasi ultimati quando la Facoltà chiese improvvisamente di interromperli, ritenendo i locali inadeguati alle esigenze delle Cliniche, per le quali proponeva la costruzione di un Policlinico.

### XX secolo
A cavallo tra Ottocento e Novecento il prestigio dell'Università di Napoli aumentò, in particolare in ambito scientifico: nel campo della genetica fu pioniera, con la nascita della prima cattedra in Italia.
Dopo un dibattito intenso sulla posizione del Policlinico, si decise infine di ubicarlo nel centro antico della città. Ai primi del XX secolo, la Facoltà inaugurò il suo Policlinico, che ospitava tutte le Cliniche Mediche e Chirurgiche. I locali di Santa Patrizia furono quindi completati per accogliere gli Istituti di Anatomia Umana, Anatomia Patologica, Medicina Legale, Igiene e il Museo Anatomico.
Nuove difficoltà di carattere edilizio ed organizzativo afflissero l'ateneo sia durante il ventennio fascista sia durante la Seconda guerra mondiale: nel 1938, la presenza delle autorità naziste ha portato alla rimozione dei professori ebrei e all'adesione forzata ai simboli del regime, come la croce uncinata. La sede centrale fu incendiata dai tedeschi il 12 settembre 1943 e nella medesima giornata un giovane marinaio fu giustiziato sullo scalone principale del Palazzo dell'Università; laboratori e gabinetti scientifici furono requisiti dagli alleati. il 12 settembre 1943.
Nel dopoguerra, in seguito all'evoluzione moderna del modello universitario in generale, l'Università degli Studi di Napoli divenne il secondo ateneo più importante d'Italia per numero di iscritti, secondo soltanto alla Sapienza di Roma.
Durante l'anno accademico 1972-1973, l'Università di Napoli contava oltre 40.000 studenti iscritti e impiegava una forza lavoro di 3.000 dipendenti.
Il 7 settembre 1987 assunse l'attuale denominazione Università degli Studi di Napoli Federico II in previsione dell'istituzione, nel 1991, per suo scorporo, della Seconda Università degli Studi di Napoli, ora Università degli Studi della Campania Luigi Vanvitelli.
Ad ottobre 1989 è stata istituita la scuola di specializzazione in oncologia afferente alla prima facoltà di medicina e chirurgia e nel dicembre 1992 la scuola in oftamologia.
Il 16 ottobre 1998, tramite il decreto dell'allora Ministero della Pubblica Istruzione, Università, Ricerca Scientifica e Tecnologica (MURST), per via di un processo di graduale separazione organica dell'Ateneo, vennero sdoppiate le facoltà di giurisprudenza, ingegneria e di scienze matematiche, fisiche e naturali in differenti corsi di laurea.

### XXI secolo
Il 17 settembre 2016, è stato inaugurato il nuovo complesso universitario del quartiere partenopeo di San Giovanni a Teduccio. Nel 2017, presso il menzionato complesso universitario, si è tenuto il NASA Space Apps Challenge 2017, un hackathon internazionale di 48 ore dedicato alla tecnologia spaziale e alle sue applicazioni terrestri.
Nel 2020 è stata nominata la prima donna a ricoprire l'incarico di prorettrice, Rita Mastrullo.
Il 5 giugno 2021 è nata la Fondazione Universitaria Federico II, un'organizzazione non a scopo di lucro, in grado di incrementare lo sviluppo culturale, economico e sociale del territorio e supportare l’Università nella gestione della propria attività istituzionale.
Nel 2022, dodici dei ventisei dipartimenti dell'Ateneo, sono stati inseriti nella lista dei "Dipartimenti di eccellenza" da parte dell'Agenzia nazionale di valutazione del sistema universitario e della ricerca (ANVUR). Nell'ottobre dello stesso anno sono stati inaugurati due complessi universitari, nel quartiere di Scampia, al nord di Napoli e nel comune di Portici, nella cosiddetta Villa Ferretti.
Nel 2023, l'Università ha celebrato il suo ottavo secolo di storia con una serie di eventi e iniziative, tra cui l'inaugurazione dell'anno accademico 2023-2024, alla presenza del Presidente della Repubblica Sergio Mattarella. Nello stesso anno è stato inaugurato il Polo Nazionale di Trasferimento Tecnologico.
Il 26 gennaio 2024 è stata istituita la prima Academy for Women Entrepreneurs (AWE) d'Italia, alla presenza del Console generale degli Stati Uniti d'America a Napoli, Tracy Roberts-Pounds. Nello stesso anno, un team di ingegneri, biologi cellulari e fisici dell'Ateneo, tramite il progetto N2FXm, in collaborazione con l'Istituto Fondazione di Oncologia Molecolare di Milano e il Politecnico federale di Zurigo, ha svelato la regolazione osmo-meccanica del volume nucleare nelle cellule dei mammiferi. L'articolo è stato pubblicato sulla rivista scientifica britannica Nature.

## Campus
L'Università degli Studi di Napoli Federico II possiede un patrimonio architettonico molto vasto, frutto di acquisizioni avvenute nel corso dei secoli. Possiede un totale di otto campus situati in diverse zone della città di Napoli e un campus nella città di Portici, configurandosi quindi come un'università geograficamente distribuita.

### Napoli

#### Sede centrale
Il campus centrale dell'Ateneo si estende per 5,60 ettari ed è situato nel Centro storico di Napoli. La sede centrale contiene aule, uffici amministrativi e biblioteche. Essa si erge lungo Corso Umberto I, all'angolo con via Mezzocannone. È composto da diversi palazzi storici. Il Palazzo dell'Università, in stile neobarocco, venne eretto durante il periodo del Risanamento, tra il 1897 e il 1908, su progetto degli architetti Pierpaolo Quaglia e Guglielmo Melisurgo. Sorge a ridosso al complesso del universitario originale (che dal 1777 aveva trovato posto presso la Casa del Salvatore, ormai non più dei gesuiti), dopo che i gesuiti cessarono la proprietà, la nuova struttura fu integrata con le strutture esistenti dietro di essa. Gli architetti si premurarono di metterla in collegamento con le sedi preesistenti alle sue spalle tramite il cosiddetto Scalone della Minerva, che si origina nel cortile del Palazzo dell'Università e termina nel cortile delle statue, superando un dislivello di più di 7 m. Il Palazzo ospita gli uffici amministrativi centrali dell'università, tra cui il Rettorato, il Senato Accademico e l'Economato, insieme al Dipartimento di Giurisprudenza. Inoltre, funge da sede secondaria per il Dipartimento di Studi Umanistici.

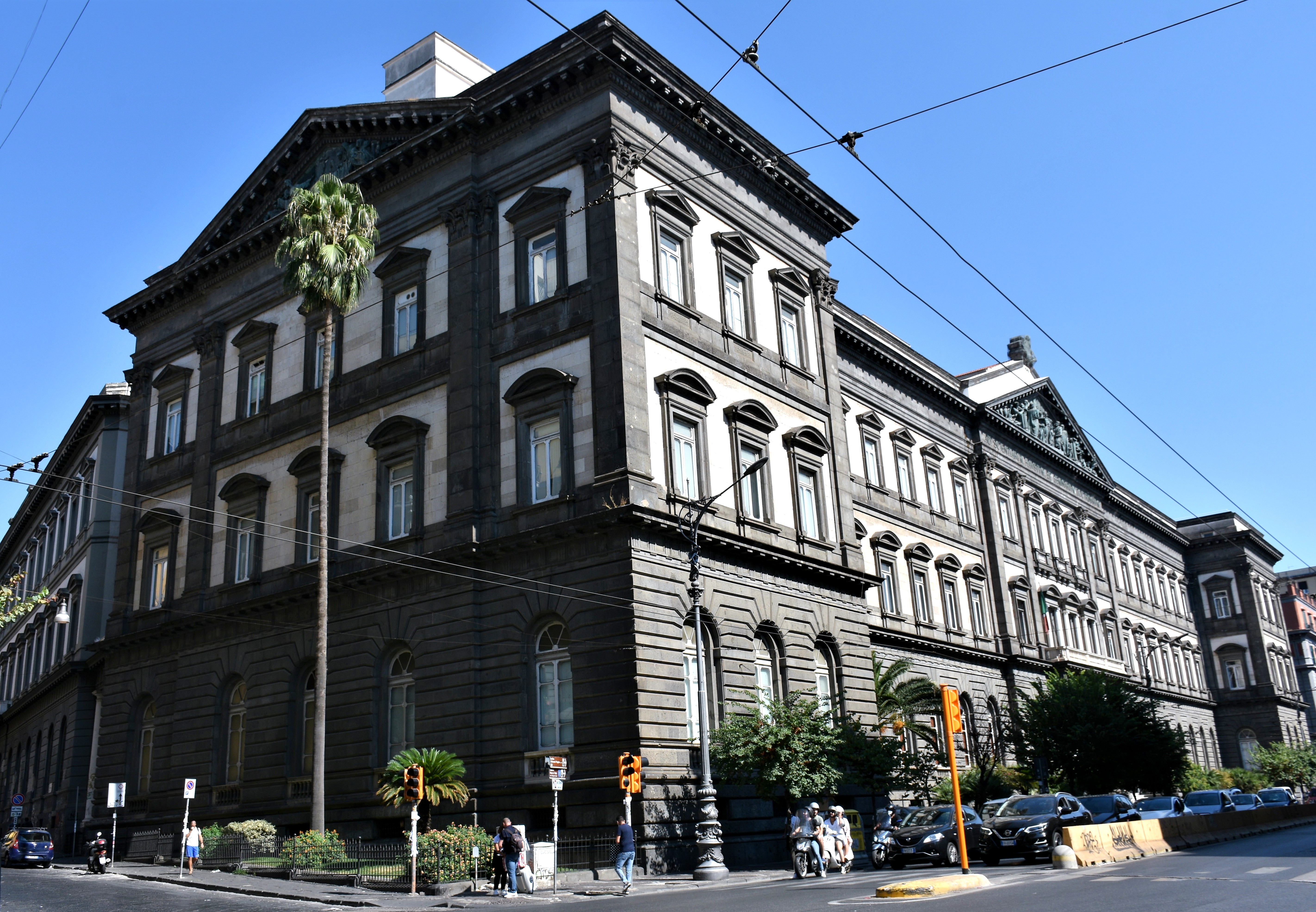
Palazzo dell'Università.

Adiacente al Palazzo dell'Università ci sono numerosi altri edifici che insieme compongono un campus universitario contiguo.
La Casa del Salvatore è un complesso architettonico in stile barocco risalente al XVI secolo. Ospita i laboratori del Dipartimento di Scienze della Terra e del Dipartimento di Biologia Sperimentale, oltre ai principali musei scientifici curati dall'università: il Museo di fisica, il Museo di antropologia, il Museo di paleontologia, il Museo di mineralogia e il Museo zoologico. L'edificio monumentale (noto come il "cortile delle Statue") è sede della Società Nazionale di Scienze, Lettere e Arti di Napoli, dell'Accademia Pontaniana, della Biblioteca universitaria, del Dipartimento di Diritto Romano e Storia della Scienza Romanistica, nonché di diverse aule dell'Ateneo. Anche il Centro Linguistico di Ateneo (CLA) ha sede qui, al quinto piano del Dipartimento di Giurisprudenza. Adiacente ad esso si trova il cosiddetto "Palazzo dell'ex poligono di tiro".

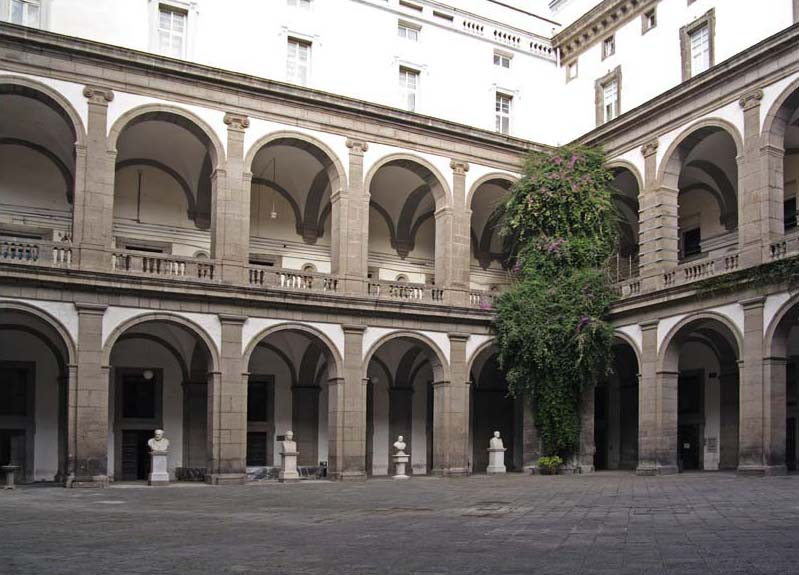
Casa del Salvatore, cortile delle statue.

Il complesso di San Marcellino, originariamente un complesso monastico, risale all'Alto Medioevo, probabilmente costruito tra l'VIII e il IX secolo. Il complesso è a pianta rettangolare con tre arcate pilastrate le cui strutture sono ricoperte da decorazioni in piperno; al centro è un giardino otto-novecentesco decorato con varie fontane in piperno e marmo. Sul complesso si affacciano diverse sale, tra cui quella capitolare nel lato sud-occidentale, pavimentata in maioliche da Giuseppe Massa nel 1740 circa e che è oggi sede del Museo di Paleontologia. Tutto il lato occidentale del complesso vede comunque un'architettura priva delle arcate, che inizia dalla sala del Capitolo e che conclude a nord con una terrazza panoramica che dà sul mare. Lungo le pareti delle arcate sono esposti numerosi reperti archeologici scoperti durante frequenti lavori di restaurazione. È sede del Dipartimento di Scienze Politiche, del Museo di Paleontologia e della Scuola Superiore Meridionale.

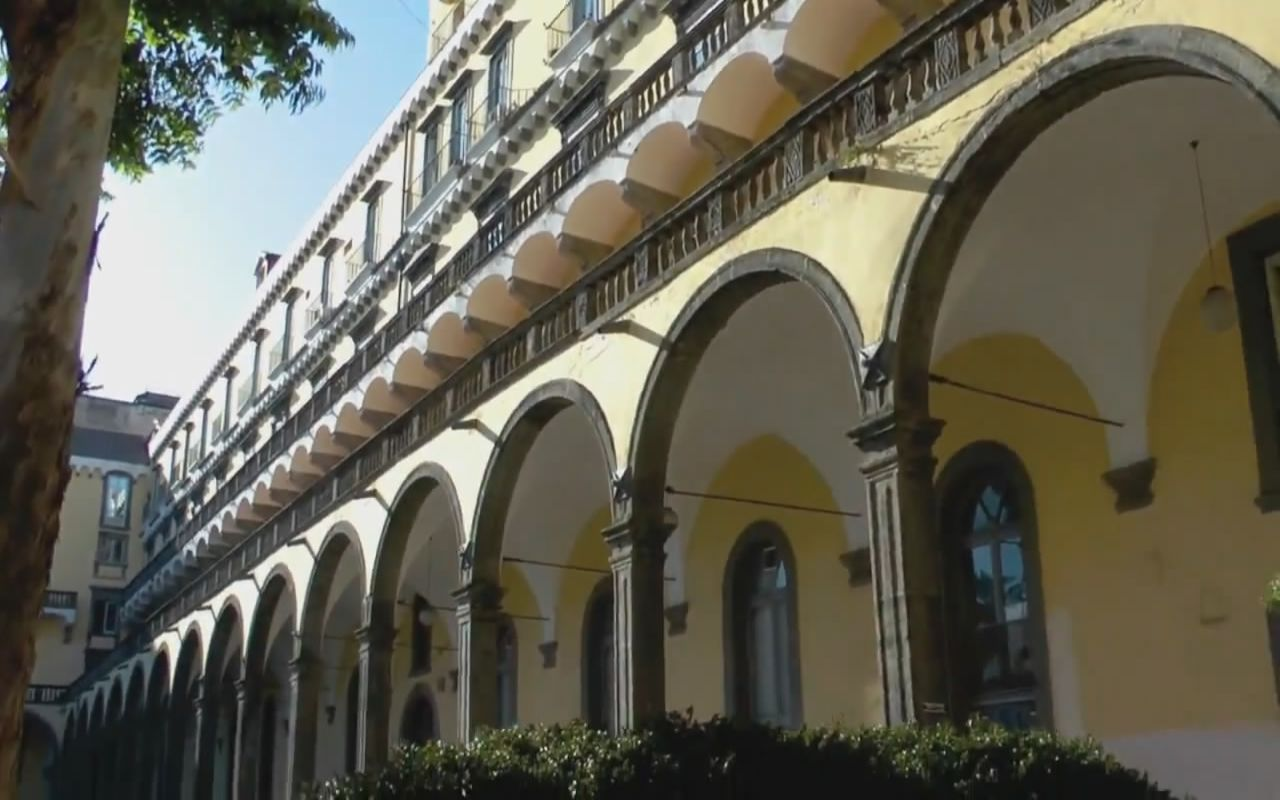
Complesso di San Marcellino.

Il complesso di San Pietro Martire, conosciuto localmente e comunemente come "Porta di Massa" (in acronimo "PdM") per via della sua posizione in Via Porta di Massa, è un complesso architettonico situato di fronte al Palazzo dell'Università, dall'altro lato del Corso Umberto I. Risalente al XVI secolo, la struttura dell'edificio è quadrangolare, del quale ogni lato è caratterizzato da sette archi e una fontana in marmo al centro. Qui ha sede il Dipartimento di Studi Umanistici, che offre corsi di laurea in Lingue e Linguistica, Letteratura e Filosofia.

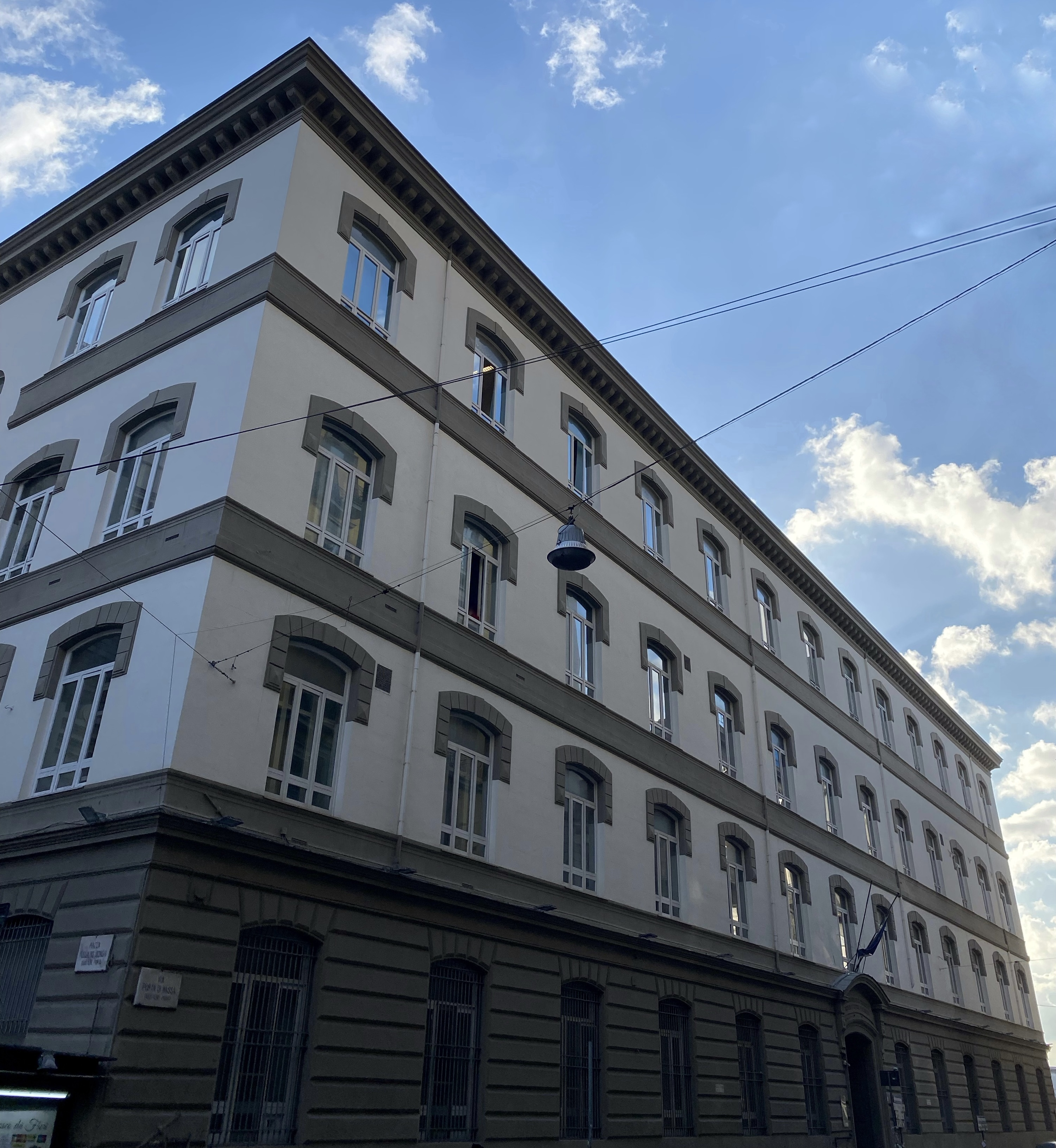
Complesso di San Pietro Martire.

Gli edifici Iniziativa Marina e Pecoraro-Albani sono due strutture moderne risalenti al XX secolo. Entrambi fungono da sede per il Dipartimento di Giurisprudenza; inoltre, l'edificio Iniziativa Marina ospita il corso di laurea in Scienze Storiche del Dipartimento di Studi Umanistici e il Centro Interdipartimentale per gli Studi sulla Magna Grecia. Il Palazzo Pecoraro-Albani è stato intitolato ad Antonio Pecoraro-Albani, ex preside della Facoltà di Giurisprudenza dal 1986 al 1993.

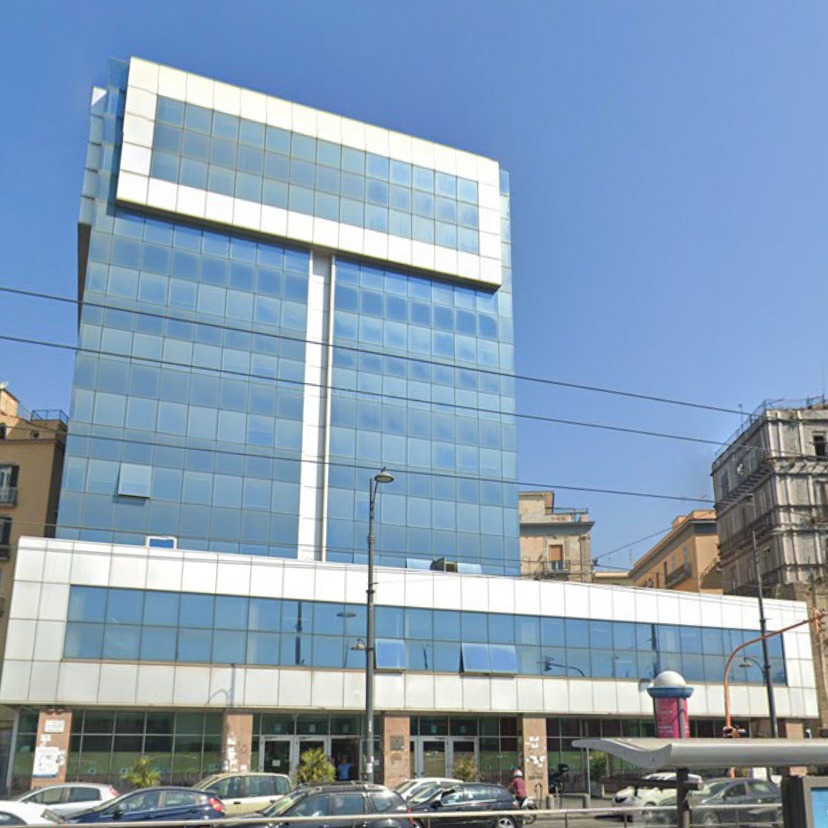
Palazzo Iniziativa Marina.

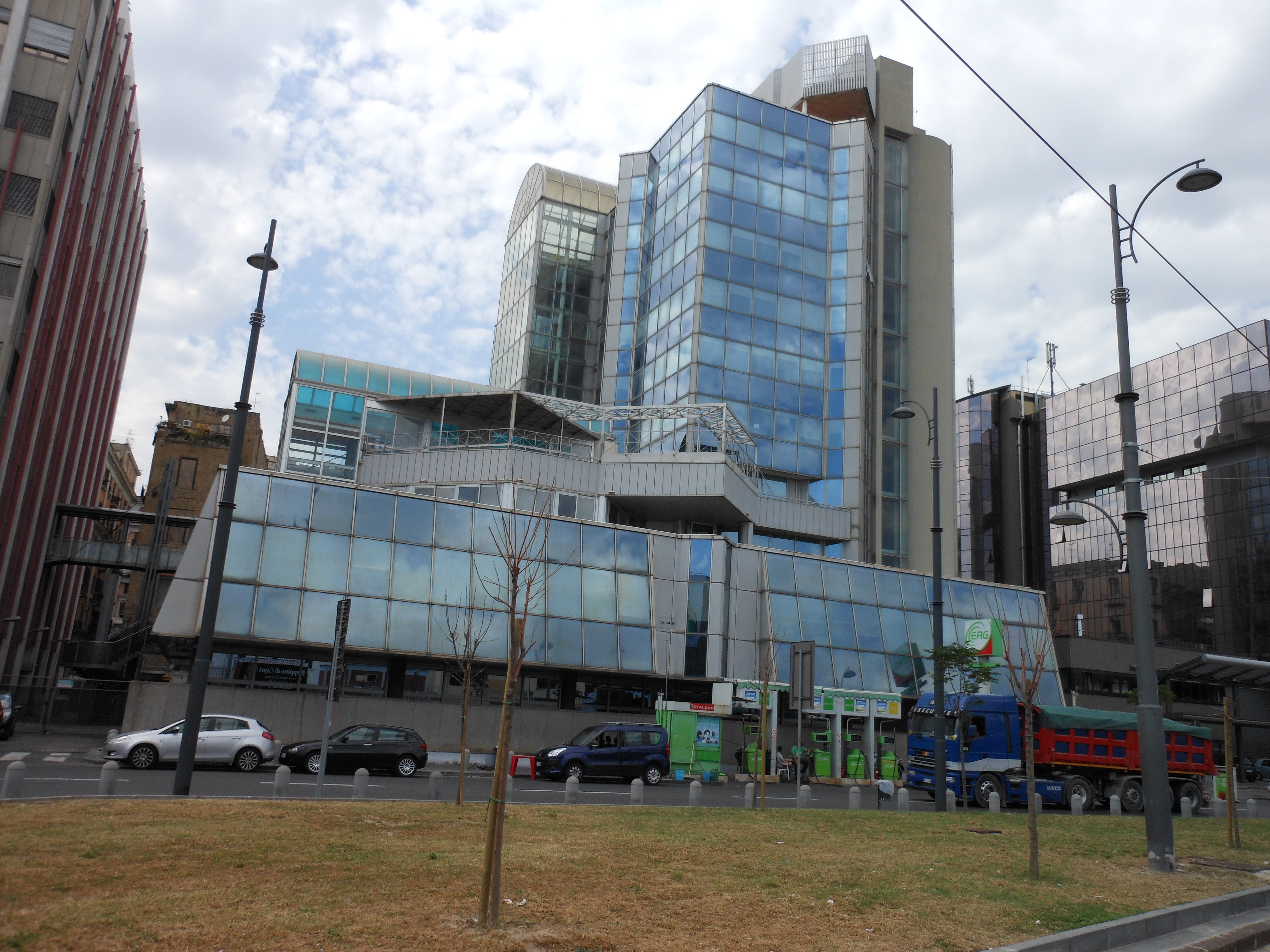
Palazzo Pecoraro-Albani.

Il Palazzo De Laurentiis funge da sede per il Dipartimento di Scienze Sociali. Mostra nelle facciate modanature e cornici settecentesche in piperno e tre scale caratterizzate dall'uso della pietra vesuviana. Tra esse vi è una scala che si apre nel cortile a sinistra, e vi è la presenza di due scale sul lato destro, tipico dei palazzi partenopei. Questi elementi sono di non facile datazione, potrebbero anche essere ricondotti ai lavori di restauro e adattamento a cui dovette essere sottoposto l'edificio dopo l'incendio del 1786 menzionato dallo scrittore e storico Giuseppe Sigismondo.

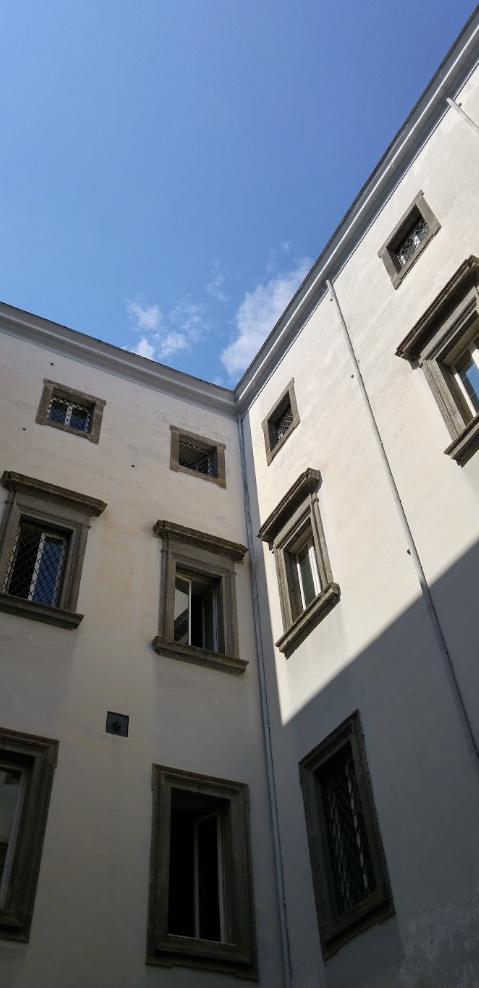
Palazzo De Laurentiis.

Infine, il Palazzo ISVEIMER, un edificio moderno situato di fronte al Palazzo Pecoraro-Albani ospita l'Ufficio di Segreteria del Dipartimento di Studi Umanistici.
Inoltre, la Chiesa sconsacrata dei Santi Demetrio e Bonifacio è di proprietà dell'Università e viene utilizzata come aula magna del Dipartimento di Architettura, mentre il Complesso di Sant'Antoniello a Port'Alba ospita la Biblioteca di Area Umanistica (BRAU).

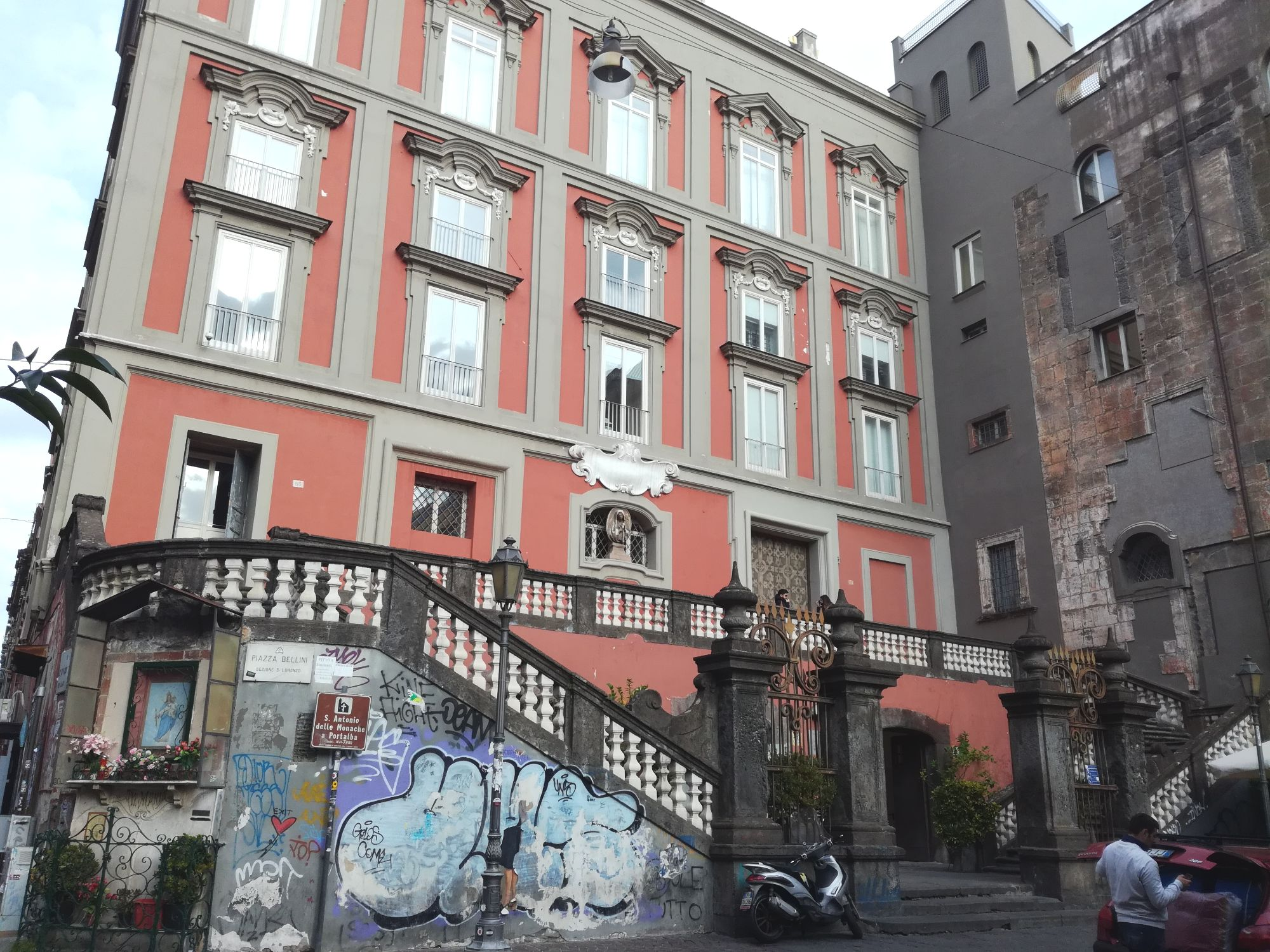
Complesso di Sant'Antoniello a Port'Alba, sede della Biblioteca di Area Umanistica.

#### Quartieri Spagnoli
Il campus dei Quartieri Spagnoli comprende tre palazzi storici ove ha sede il Dipartimento di Architettura.
Il Palazzo Orsini di Gravina è un elegante esempio di architettura rinascimentale di derivazione toscana e romana a Napoli. Il palazzo presenta una planimetria generale quadrangolare che si eleva sul piano nobile e piano terra; della struttura cinquecentesca rimane solamente il lato della facciata che è scandita dal ritmo delle bugne a cuscino del piano terra e dalle lesenecomposite in piperno, intervallate dalle aperture delle cornici in marmo delle finestre. Il Palazzo ospita la sede centrale del Dipartimento.

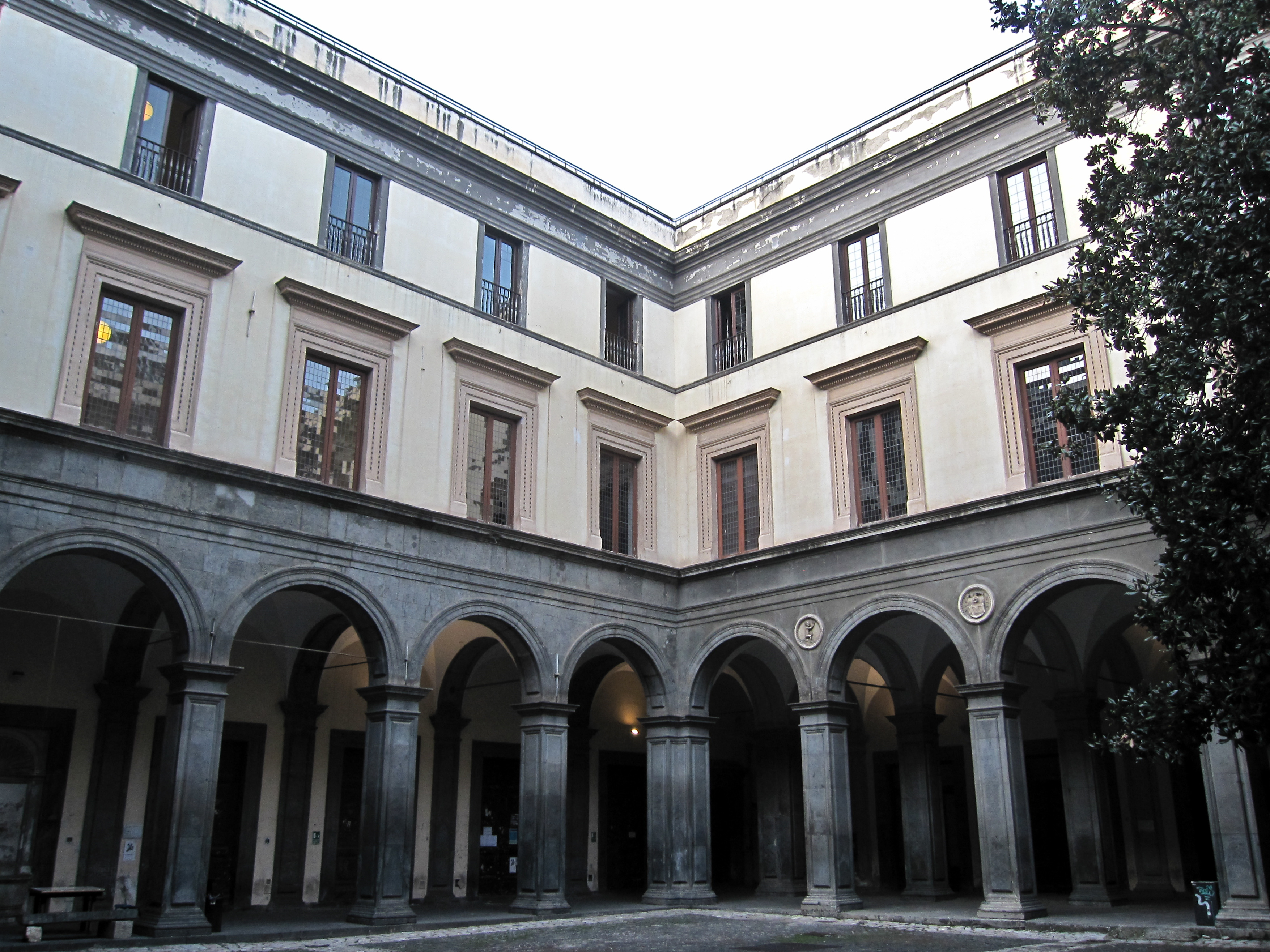
Cortile del Palazzo di Gravina.

Il Complesso dello Spirito Santo, costruito a metà del XVI secolo, venne più volte rimaneggiato. In stile barocco sono il portale monumentale e la parte prospiciente sul cortile; il resto venne ricostruito nel 1960 da Marcello Canino. Ospita una sede secondaria del Dipartimento

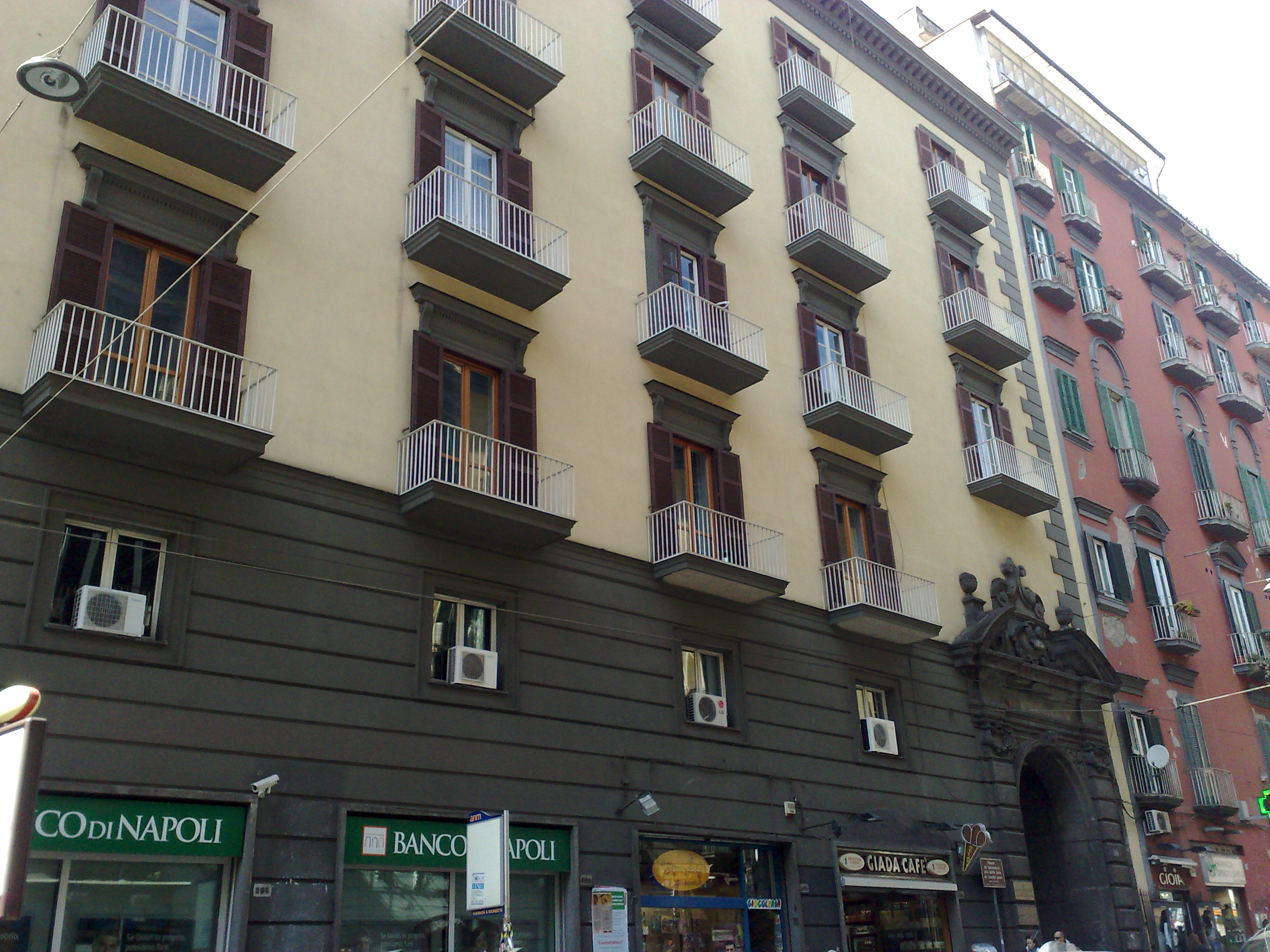
Complesso dello Spirito Santo.

Infine, il Palazzo Latilla, risalente al XVIII secolo, conserva al secondo piano da una piccola cappella con il pavimento maiolicato utilizzata per conferenze e simposi accademici. Ospita anch'esso una sede secondaria del Dipartimento.

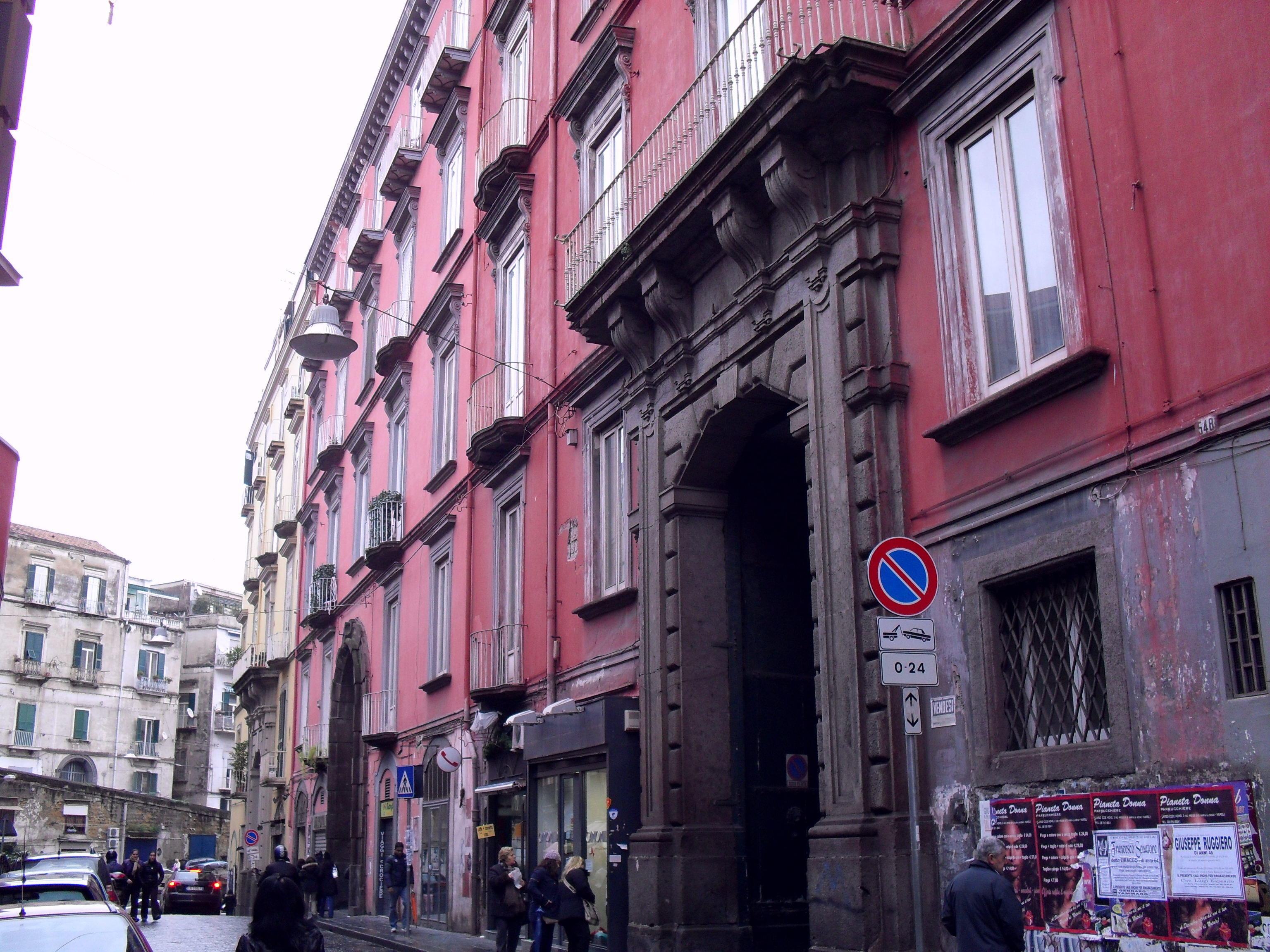
Palazzo Latilla.

#### Zona ospedaliera
Presso la Zona ospedaliera di Napoli, ha sede l'Azienda Ospedaliera Universitaria Federico II, meglio conosciuta come nuovo policlinico. Il Complesso di Cappella Cangiani, così chiamato originariamente in quanto situato in contrada Cappella Cangiani a Rione Alto (Municipalità V), si estende su una superficie di 441000 m² su cui insistono 21 edifici per una superficie coperta di 57086 m² (e una superficie complessiva dei piani di 257118 m²). L'ingresso principale al complesso ospedaliero universitario è sito in via Pansini; altri tre ingressi secondari sono usufruibili in determinati giorni e orari. La mobilità all'interno del vasto complesso è assicurata da un servizio di mini-bus gratuito che mette in comunicazione l'ingresso principale con i vari padiglioni. Hanno qui sede il Dipartimento di Medicina Clinica e Chirurgia, il Dipartimento di Farmacia, il Dipartimento di Medicina Molecolare e Biotecnologie Mediche, il Dipartimento di Neuroscienze e Scienze Riproduttive ed Odontostomatologiche, il Dipartimento di Sanità Pubblica, il Dipartimento di Scienze Biomediche Avanzate e il Dipartimento di Scienze Mediche Traslazionali.

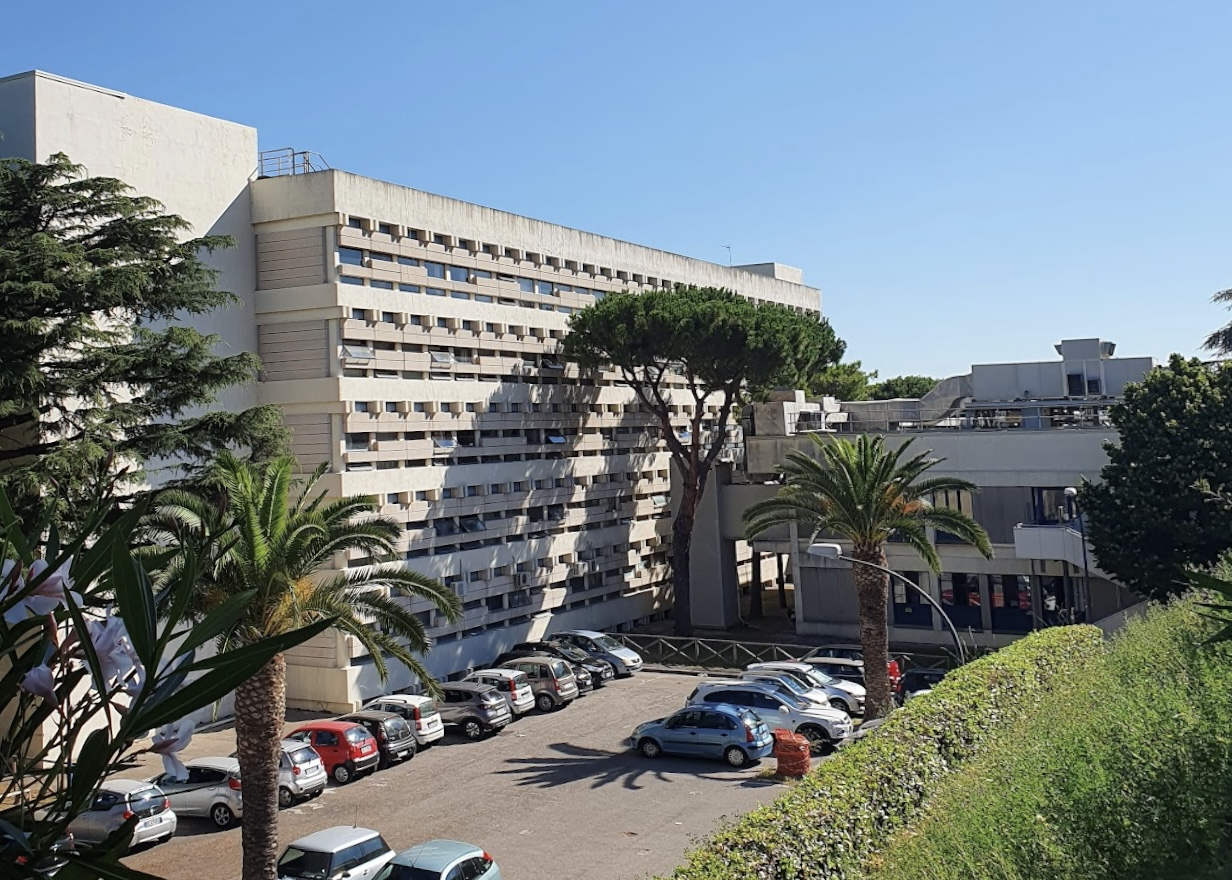
Policlinico "Federico II".

#### Fuorigrotta
Il campus del quartiere di Fuorigrotta comprende un ampio complesso universitario e tre palazzi.
Il complesso di Monte Sant'Angelo, situato sull'omonima collinetta, è un conglomerato edilizio che sorge a Napoli nel quartiere Fuorigrotta, nei pressi dell'omonima collinetta. È sede dei dipartimenti di scienze economiche, matematica, chimica, fisica, biologia e scienze della terra. È inoltre sede di vari centri di ricerca e di due campi sportivi dedicati alle attività del CUS Napoli, di cui uno polivalente e un altro polifunzionale.

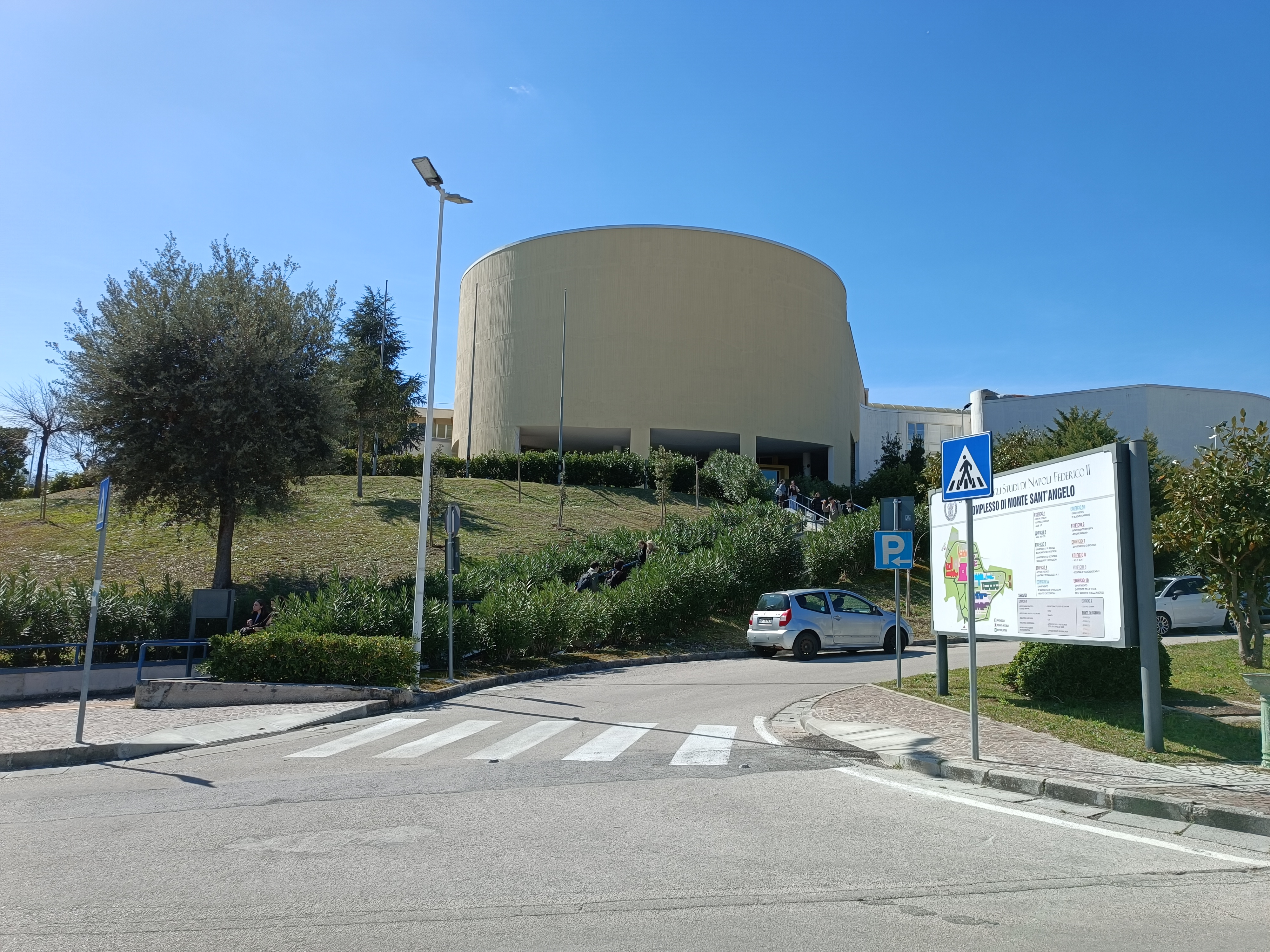
Ingresso all'edificio principale del complesso di Monte Sant'Angelo.

Infine, vi sono il Palazzo della Facoltà d'Ingegneria, il Palazzo del Dipartimento di ingegneria industriale e il Palazzo della Facoltà di economia e commercio, tutti in stile architettonico contemporaneo.

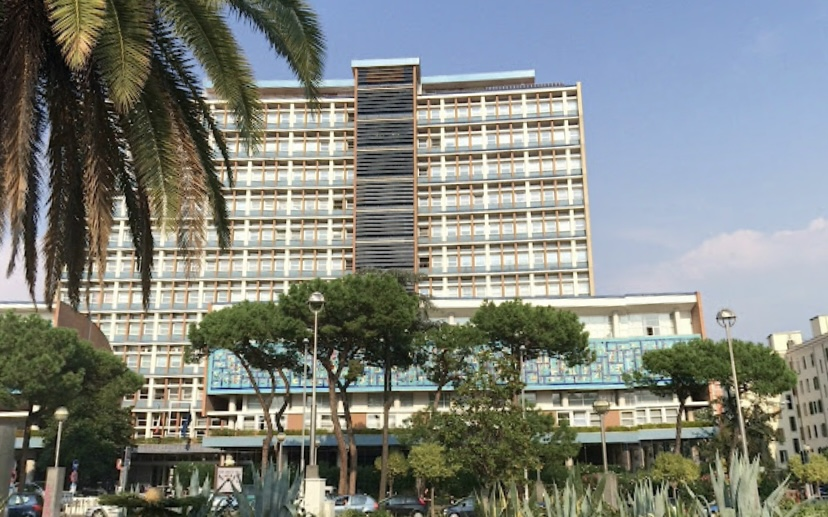
Palazzo della facoltà di ingegneria.

#### Agnano
Nel quartiere di Agnano è presente una delle sedi del Dipartimento di ingegneria.

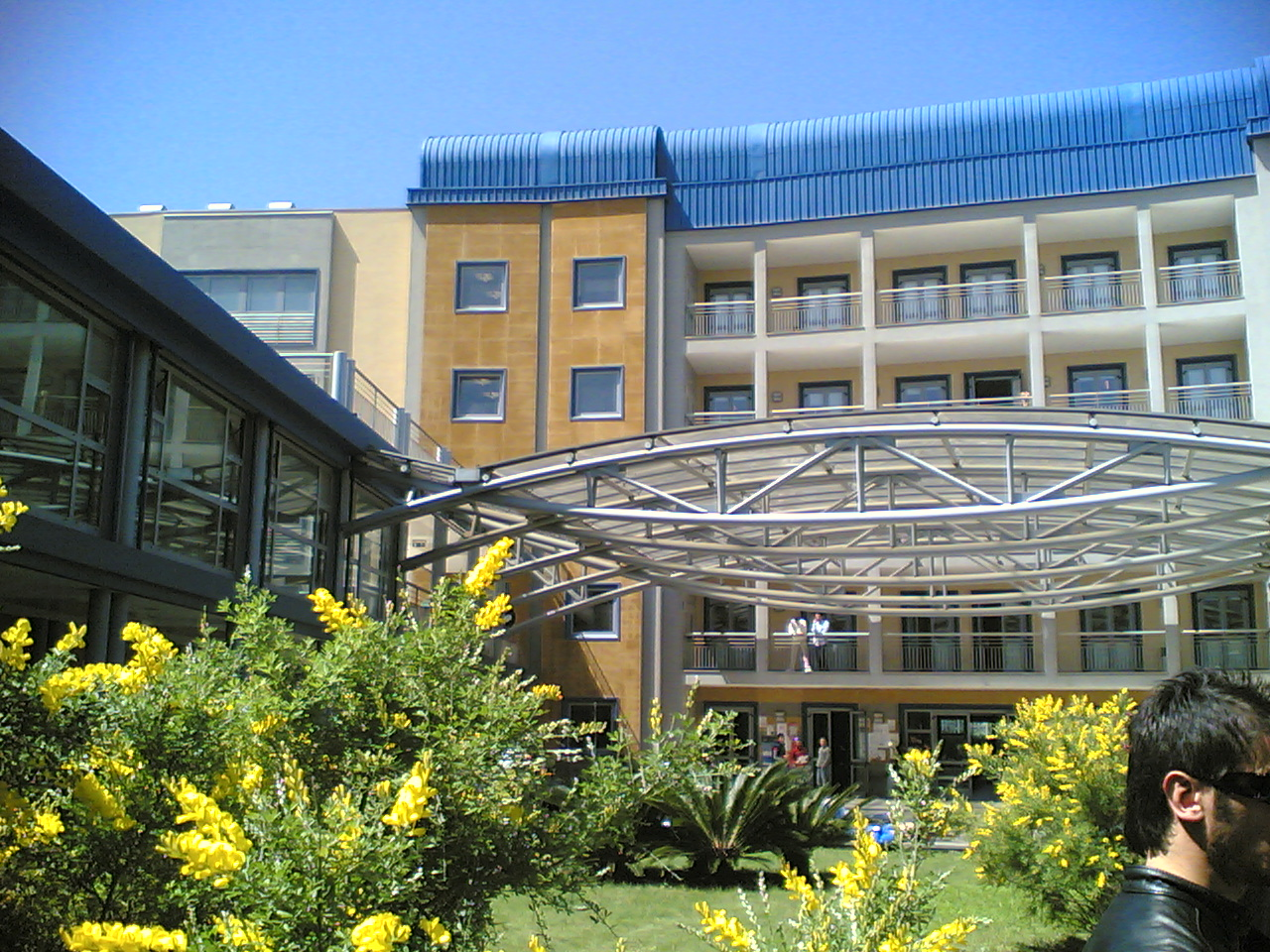
Sede di Agnano.

#### San Giovanni a Teduccio
Nel quartiere orientale di San Giovanni a Teduccio sorge il Complesso di San Giovanni. Inaugurato nel 2015, questo complesso, individuato come best practice dalla Commissione europea, è stato realizzato nell'area industriale ex Cirio. Hanno sede presso questo complesso la Apple Developer Academy e la Cisco Academy.

#### San Carlo all'Arena
Nel quartiere San Carlo all'Arena si trovano gli edifici veterinari del Complesso di Santa Maria degli Angeli alle Croci, dove ha sede il Dipartimento di medicina veterinaria e produzioni animali. Qui si svolgono attività di ricerca, didattica e assistenza veterinaria, oltre a conservare una ricca collezione di reperti anatomici e zoologici.
Un altro luogo di interesse è l'Orto botanico, fondato nel 1807 e gestito dal Dipartimento di biologia. L'Orto botanico è uno dei più grandi e antichi d'Europa, con una superficie di circa 12 ettari e oltre 9000 specie vegetali provenienti da tutto il mondo. L'Orto botanico è anche un centro di studio e divulgazione della biodiversità, della storia e della cultura botanica.

#### Scampia

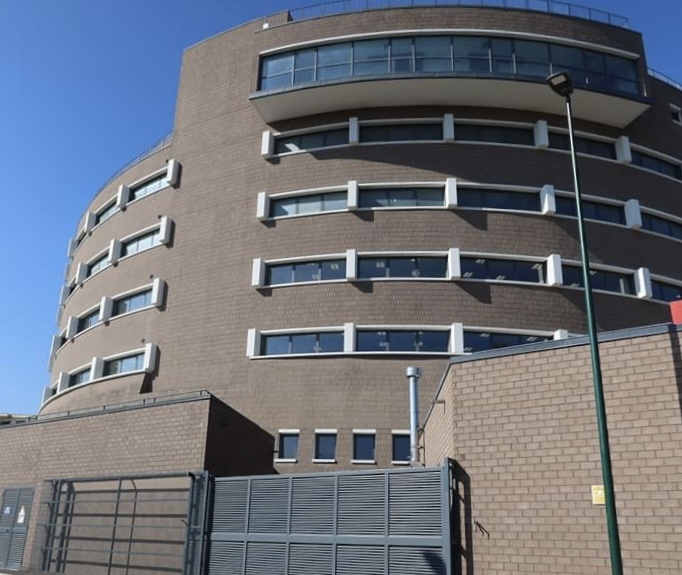
Complesso Scampia.

Presso il quartiere settentrionale di Scampia è situato l'omonimo Complesso Scampia, inaugurato nel 2022, sede dedicata principalmente ai dipartimenti di medicina e chirurgia con il Corso di laurea di Scienze della nutrizione umana incluso il corso di Infermieristica rientrante nel dipartimento di Scienze Mediche Traslazionali. L'edificio possiede 5 piani, con una superficie totale di 15 000 metri quadrati, con 48 aule per 330 posti a sedere, laboratori, studi medici, uffici e servizi alla didattica, consultori, ambulatori e un'aula magna. La realizzazione della sede della Federico II in un quartiere disagiato come Scampia rientra nella mission dell’Ateneo per la riqualificazione dei territori, rientra nella sua politica di inclusione, che significa anche migliorare la vita dei residenti e aiutare l’economia.

### Campus di Portici

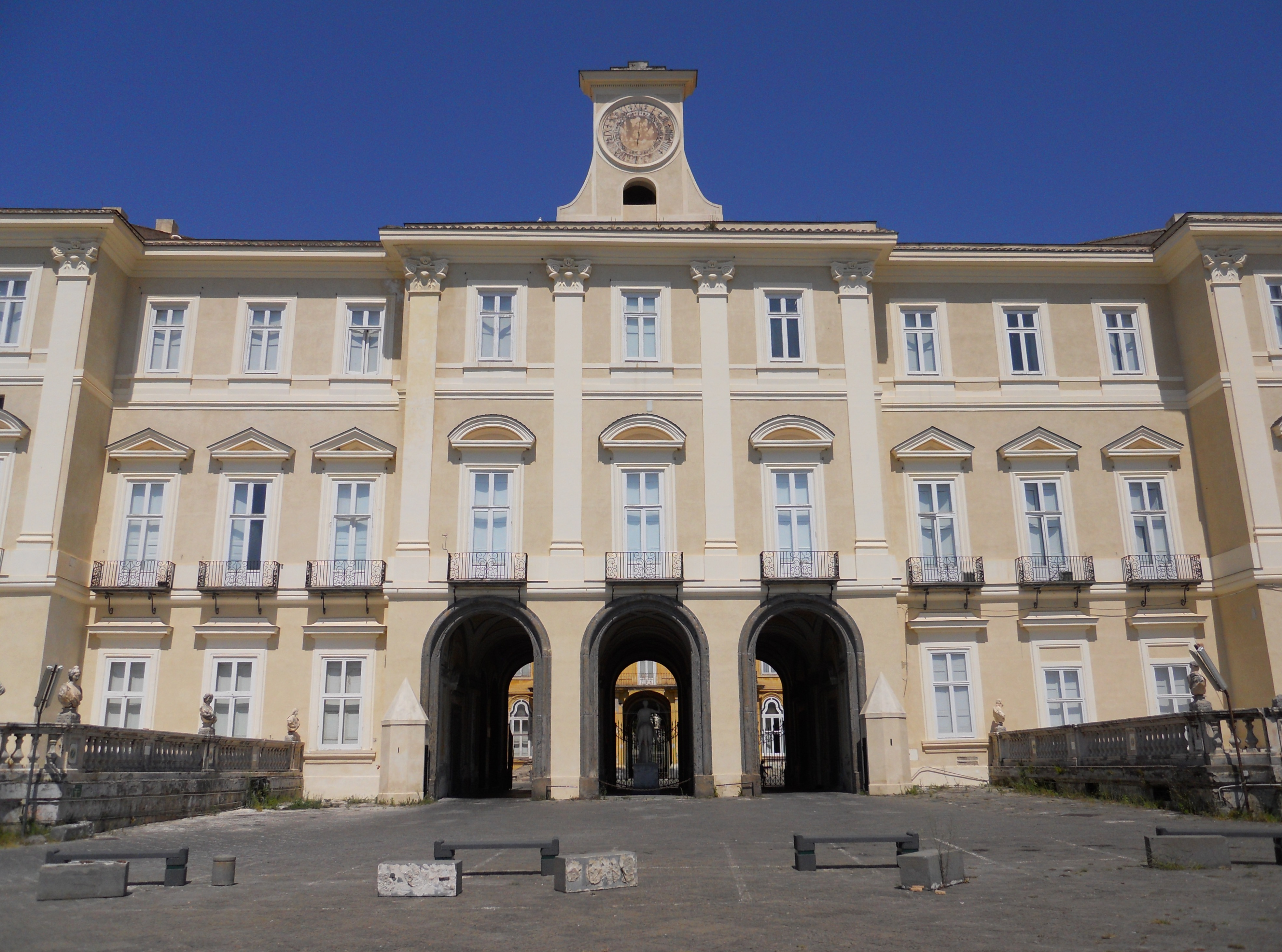
Sede di Portici.

Il campus situato nel contiguo comune di Portici è dislocato nella Reggia di Portici, edificio neoclassico costruito nel 1738 e realizzata da Luigi Vanvitelli e Ferdinando Fuga. È sede della facoltà di agraria, del Centro musei delle scienze agrarie (MUSA) e della Biblioteca di Area Agraria.
L'Orto botanico di Portici è sorto nel 1872, all’atto della fondazione Centro MUSA dell'allora Reale Scuola Superiore di Agricoltura, alla quale venne assegnata come sede il Palazzo Reale di Portici insieme al suo parco ed i suoi giardini. Nel 1935, con l'assegnazione di tre riquadri del Parco Gussone, l'estensione ha raggiunto i 20.000 m² creando tre aree in cui sono allestiti il palmeto, un felceto con un piccolo lago ed uno spazio di circa 1000 m² per le serre riscaldate dedicate a collezioni di piante.
Infine, il Palazzo Mascabruno funge da sede secondaria della facoltà di agraria e forma parte del rinomato comprensorio della Reggia di Portici.

### Altre strutture
- Villa Orlandi (Anacapri)
- Villa delle Ginestre (Torre del Greco)
- Azienda Agraria Sperimentale "Torre Lama" (Bellizzi)
- Complesso del corso di laurea in Viticoltura ed enologia (Avellino)

## Struttura
L'ateneo federiciano è governato da un sistema tripartito: il rettore, che ha la rappresentanza legale, esercita le funzioni coordinamento delle attività didattiche e di ricerca ed emana i regolamenti; il senato accademico, organo che esercita la funzione di alta vigilanza sulla ricerca e la didattica, e il consiglio di amministrazione, organo di organizzazione finanziaria.
L'ateneo è costituito da scuole a cui aderiscono più dipartimenti sulla base di criteri di affinità culturale, didattica, scientifica e disciplinare; esse coordinano le attività didattiche comuni fra i dipartimenti che ne fanno parte. L'ateneo si fonda su quattro scuole e ventisei dipartimenti, così strutturati:
- Scuola di medicina e chirurgia
  - Dipartimento di farmacia
  - Dipartimento di medicina clinica e chirurgia
  - Dipartimento di medicina molecolare e biotecnologie mediche
  - Dipartimento di neuroscienze e scienze riproduttive ed odontostomatologiche
  - Dipartimento di sanità pubblica
  - Dipartimento di scienze biomediche avanzate
  - Dipartimento di scienze mediche traslazionali
- Scuola di agraria e medicina veterinaria
  - Dipartimento di agraria
  - Dipartimento di medicina veterinaria e produzioni animali
- Scuola delle scienze umane e sociali
  - Dipartimento di economia, management, istituzioni
  - Dipartimento di giurisprudenza
  - Dipartimento di scienze economiche e statistiche
  - Dipartimento di scienze sociali
  - Dipartimento di scienze politiche
  - Dipartimento di studi umanistici
- Scuola politecnica e delle scienze di base
  - Dipartimento di architettura
  - Dipartimento di biologia
  - Dipartimento di fisica
  - Dipartimento di ingegneria chimica, dei materiali e della produzione industriale
  - Dipartimento di ingegneria civile, edile e ambientale
  - Dipartimento di ingegneria elettrica e delle tecnologie dell'informazione
  - Dipartimento di ingegneria industriale
  - Dipartimento di matematica e applicazioni
  - Dipartimento di scienze chimiche
  - Dipartimento di scienze della terra, dell'ambiente e delle risorse
  - Dipartimento di strutture per l'ingegneria e l'architettura

In totale, all'anno accademico 2022/2023, i dipartimenti dispongono di 78 corsi di studio triennali, 81 magistrali, 10 magistrali a ciclo unico, 50 dottorati di ricerca, 13 master di I livello, 35 master di II livello e 68 scuole di specializzazione.

### Centri di servizio
L'Ateneo dispone di 11 centri di servizio dell'ateneo e 1 centro di servizio interdipartimentale.

#### Centro linguistico di Ateneo
Il Centro linguistico di Ateneo (CLA) è la struttura responsabile dell'organizzazione di diverse attività didattiche, scientifiche e di servizio relative alle lingue e fornisce servizi di traduzione e interpretariato. Il CLA offre corsi didattici per certificazioni linguistiche di riconoscimento internazionale delle principali lingue europee (inglese, spagnolo, francese, tedesco) e di italiano L2. Ha sede presso il complesso della Casa del Salvatore.
I servizi del CLA sono accessibili agli studenti iscritti all'Ateneo Federiciano, compresi dottorandi, tirocinanti, professori di ruolo, ricercatori, personale tecnico-amministrativo e ausiliario.
Il Centro Linguistico è al centro di due progetti europei finanziati nel quadro del programma Erasmus+ Strategic Partnership KA2: EULALIA e GAMELAND (2022-2025). In qualità di responsabile scientifico e coordinatore, il CLA guida tali iniziative volte a sviluppare applicazioni educative, utilizzando metodologie innovative di Mobile Learning.
Il CLA propone attività formative in presenza, a distanza e in modalità blended.

#### Centro di Ateneo SlnAPSi
Il Centro di Ateneo "Servizi per l'Inclusione Attiva e Partecipata degli Studenti" (SInAPSi) è una struttura che offre supporto psicologico, tramite attività di counseling, a studenti in condizioni di difficoltà. Offre servizi per il successo formativo, disabilità, disturbi specifici di apprendimento, antidiscriminazione e promozione dell'occupabilità lavorativa.
Il Centro SInAPSi mette in campo azioni mirate avvalendosi di competenze psicologiche, sociologiche, pedagogiche e bioingegneristiche. È distribuito sul territorio napoletano attraverso quattro differenti sedi: Complesso universitario di Monte Sant'Angelo, Complesso universitario di San Pietro Martire, Orto botanico di Napoli e una sede nel quartiere di Agnano Terme.

#### Altri centri di servizio
- Centro di Servizio di Ateneo per il Coordinamento di Progetti Speciali e l'Innovazione Organizzativa (COINOR): Questo centro si occupa di coordinare progetti speciali e promuovere l'innovazione organizzativa.[98]
- Centro di servizio di Ateneo per le Scienze e Tecnologie per la Vita (CESTEV): Si concentra sulle scienze e tecnologie legate alla vita, fornendo supporto e risorse in questo campo.
- Centro per la Qualità di Ateneo (CQA): Si occupa di garantire e migliorare la qualità dell'istruzione e dei servizi offerti dall'Università.
- Centro di Ateneo per i Servizi Informativi (C.S.I.): Gestisce i servizi informatici e le infrastrutture telematiche a supporto delle attività dell'Ateneo. Il CSI-SAM (Supporto alle Realizzazioni Multimediali) e SOFTel (Centro di Ateneo per la Formazione e la Teledidattica) si occupano della la produzione filmografica dell'Ateneo.
- Centro di Servizio di Ateneo per la Didattica e l'Innovazione Didattica (CeSADI): Si concentra sulla promozione dell'innovazione didattica e sulla formazione dei docenti.
- Centro di Servizio di Ateneo per la Ricerca e il Trasferimento Tecnologico (CeSRTT): Supporta la ricerca e la collaborazione con il mondo industriale e imprenditoriale.
- Centro di Servizio di Ateneo per l'Internazionalizzazione (CeSAI): Si occupa di promuovere l'internazionalizzazione dell'Università attraverso programmi di mobilità e collaborazioni internazionali.
- Centro di Servizio di Ateneo per l'Inclusione e l'Accessibilità (CeSIA): Si impegna per garantire l'accessibilità e l'inclusione di studenti con disabilità.
- Centro di Servizio di Ateneo per la Comunicazione e l'Editoria (CeSCo): Si occupa della comunicazione istituzionale e della pubblicazione di materiali accademici.
- Centro di Servizio di Ateneo per la Valorizzazione e la Tutela del Patrimonio Artistico e Culturale (CeSVA): Promuove la valorizzazione del patrimonio artistico e culturale dell'Università.

#### Federica

Logo di Federica Web Learning.

A partire dal 2007 l'ateneo ha attivato Federica Web Learning, l'e-learning nato per rendere accessibile in rete l'accademico, con l'offerta gratuita dei materiali didattici dei singoli corsi di insegnamento ed una guida strutturata per districarsi nell'enorme patrimonio disponibile in rete. Il materiale di studio, oltre ad essere disponibile sul sito web, è disponibile anche in formato podcast.
Federica Web Learning presenta un'ampia gamma di programmi formativi che abbracciano diverse discipline, offrendo una piattaforma integrata con percorsi progettati per assistere gli studenti nel loro percorso post-scolastico. In collaborazione con diverse università e istituzioni, l'obiettivo è supportare e arricchire l'apprendimento degli studenti universitari, mentre si promuove la crescita e l'aggiornamento delle competenze nel contesto professionale, in costante evoluzione.
Nel 2021 Federica è stata inserita nella top 10 mondiale per produzione di MOOC, i Massive Open Online Courses, con più di 500 corsi attivi, 2500 lezioni disponibili e 750.000 studenti.
Quasi 100 dei corsi di Federica, sia accademici che pacchetti professionali, sono offerti anche in inglese su edX, la piattaforma MOOC dell'Università di Harvard e delMassachusetts Institute of Technology (MIT), sotto il nome di FedericaX. Federica offre corsi anche sulla piattaforma online Coursera.

### Centro congressi
L'Ateneo dispone di un Centro Congressi incaricato dell'organizzazione di eventi per soggetti interni ed esterni all'istituzione. Le sue strutture comprendono sette sedi e quattordici sale, offrendo complessivamente 2500 posti a sedere.
Le varie strutture che ha a disposizione sono:
- L'Aula magna storica dell'Ateneo, un'imponente struttura situata al secondo piano del Palazzo dell'Università nel campus centrale, dispone di 220 posti a sedere.[104]
- Il Complesso dei Santi Marcellino e Festo ospita una sala con una capacità di 156 posti a sedere.[104]
- L'Aula magna di Via Partenope, situata sul lungomare di Napoli in una zona centrale, è accessibile dal vasto atrio caratterizzato dallo scalone monumentale. Al primo piano, cuore del Centro, si trova un'ampia sala con 168 posti a sedere, precedentemente l'Aula Magna della Facoltà di Economia e Commercio. Oltre alla sala principale, vi sono una sala polifunzionale, spazi per la segreteria e una zona ristoro.[105]
- L'Aula Carlo Ciliberto, ubicata nel complesso universitario di Monte Sant'Angelo nel quartiere di Fuorigrotta, dispone di 710 posti a sedere.[106]
- L'Aula Lorenzo Mangoni, anch'essa situata nel complesso universitario di Monte Sant'Angelo, dispone di 220 posti a sedere.[106]
- L'Aula magna del Complesso Scampia, inserita in un complesso progettato da Vittorio Gregotti con un'architettura moderna e futuristica, dispone di circa 500 posti a sedere.[107]
- Il Centro possiede una villa settecentesca, Villa Orlandi, situata nei pressi di Anacapri nell'isola di Capri, che è stata restaurata e viene spesso utilizzata per soggiorni di studio e ricerca, incontri, brevi seminari e corsi post laurea. La sua stanza principale è stata trasformata in una sala conferenze in grado di ospitare almeno quaranta persone. Inoltre, sono disponibili una sala conferenze più piccola per venticinque persone, insieme a due ulteriori sale adibite a riunioni e gruppi di lavoro più ridotti, con una capacità di dieci persone ciascuna, oltre a cinque postazioni dotate di computer. Le due sale conferenze sono collegate in modo interattivo, consentendo ai partecipanti di seguire i lavori in corso in entrambe le sale.[108]
- Villa Ferretti, situata ai piedi del Castello Aragonese di Baia, è una dimora storica risalente al XIX secolo. Oltre a diverse sale riunioni, all'interno è presente un'aula seminari con una capacità di 30 posti.[109]

### Azienda ospedaliera
È parte dell'Ateneo la cosiddetta Azienda Ospedaliera Universitaria Federico II, comunemente detto policlinico di Napoli. Istituito nel 1972, fa le funzioni di un policlinico, un complesso ospedaliero con funzione sia di assistenza sanitaria pubblica che didattica universitaria. Sono infatti ubicate le aule didattiche della Scuola di Medicina e Chirurgia dell'Ateneo federiciano. Il complesso è costituito da numerosi padiglioni e un grattacielo, è sito nella zona ospedaliera, tra i quartieri Arenella e Chiaiano.
Un ulteriore policlinico è stato storicamente gestito dall'Ateneo, il cosiddetto vecchio policlinico, oggi Azienda Ospedaliera Universitaria "Luigi Vanvitelli". Fu istituito nel 1907 e fu sede della prima facoltà universitaria di Medicina e chirurgia dell'Ateneo federiciano. Nel 1992 fu ceduto alla nascente Seconda Università degli Studi di Napoli (oggi Università degli Studi della Campania Luigi Vanvitelli) divenne sede della facoltà di Medicina e Chirurgia di tale ateneo.

### Casa editrice e media

#### FedOAPress
FedOA - Federico II University Press - è la casa editrice dell'Università. Gli archivi istituzionali FedOA sono nati seguendo i principi dell'Iniziativa per l'Accesso Aperto e le Dichiarazioni di Berlino e Messina, con l'obiettivo di promuovere la diffusione dei risultati della ricerca scientifica.
La comunità degli archivi aperti si impegna per favorire l'accesso in rete alle risorse digitali legate alla ricerca accademica, contrastando i costi elevati e le politiche monopolistiche dell'editoria scientifica. FedOA mira a facilitare la disseminazione online della produzione scientifica dell'ateneo, consentendo ai docenti e ai ricercatori di depositare articoli, libri, atti di convegni, tesi di dottorato e altro ancora. Tra le varie tipologie di documenti presenti vi sono i preprint, le monografie, gli atti di conferenze e la letteratura grigia. Un aspetto rilevante è la sezione dedicata alle tesi di dottorato, le quali vengono depositate in una fase riservata e successivamente trasferite in una sezione pubblica per la consultazione libera e l'archiviazione conforme alla normativa vigente.
Nell'ambito della convenzione Universities SHARE (Scholarly Heritage and Access to Research), diverse università italiane pubblicano riviste scientifiche (SHARE Journals), collane di libri elettronici (SHARE Books), e altri prodotti della ricerca e documentazione storica (SHARE Open Archive) in modalità di accesso aperto. Queste pubblicazioni avvengono con il nome editoriale dell'università o con quello di SHARE Press, utilizzando piattaforme dedicate come SeReNa per le riviste scientifiche, FedOABooks per le collane di libri elettronici e EleA per i prodotti e i dati della ricerca. La pubblicazione avviene su iniziativa di una delle università coinvolte nella convenzione. Inoltre, tramite un protocollo di intesa, la Società dei Naturalisti in Napoli e il CEA, Centro Editoriale di Ateneo dell’Università di Cassino e del Lazio Meridionale contribuiscono alla pubblicazione ad accesso aperto di riviste scientifiche, collane di libri elettronici e altri prodotti della ricerca.

#### F2 Radio Lab
F2 Radio Lab è l'emittente radiofonica ufficiale dell'Università. È stata istituita nel 2004 ed è in onda dall'ottobre 2006. È uno strumento di comunicazione e orientamento promosso dall'Ateneo rivolto alla comunità universitaria e scolastica.
F2 Radio Lab rappresenta un laboratorio dinamico arricchito dalla partecipazione degli studenti, che fungono da conduttori, redattori, registi radiofonici e programmatori musicali grazie a specifici percorsi formativi. Vengono principalmente trasmessi programmi dedicati al teatro e alla letteratura.
Inoltre, è attivo un programma podcast trasmesso tramite la piattaforma YouTube dedicato alle attività della cosiddetta "terza missione" dell'Ateneo, ovvero l'impegno istituzionale al fine di generare valore sociale, culturale ed economico, rispondendo ai bisogni della comunità.

#### F2 Cultura
F2 Cultura è un progetto di iniziative culturali promosso dall'Università e avviato nel novembre 2014. Esso è rivolto alla sua comunità interna, alla città di Napoli, all'intera area metropolitana e alle scuole. Il progetto mira a diffondere conoscenza e suscitare interesse tra i cittadini, al di fuori delle proprie strutture accademiche e laboratoriali, promuovendo la partecipazione attiva alla cultura.

### Riviste
L'Università possiede un proprio organo ufficiale di informazione online, F2Magazine. Le riviste edite dall'ateneo comprendono pubblicazioni umanistiche, tecnico-scientifiche e giuridiche, molte delle quali pubblicate online.

### Scuola Superiore Meridionale

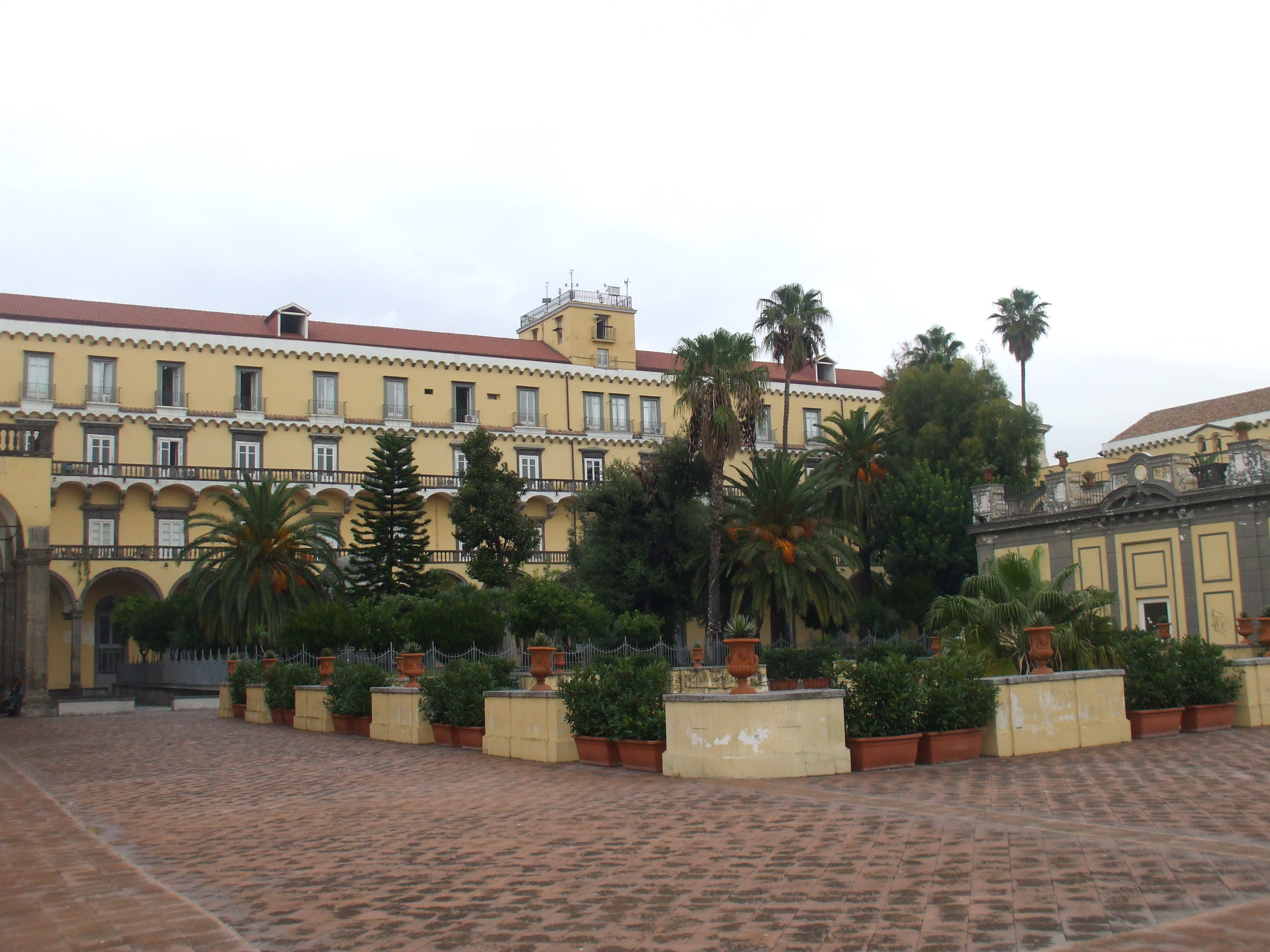
Complesso dei Santi Marcellino e Festo, sede della Scuola Superiore Meridionale.

La Scuola Superiore Meridionale (SSM) è l'ente di alta formazione e ricerca dell'Università. Propone corsi ordinari e dottorati di ricerca da affiancare al normale curriculum universitario svolto presso l'ateneo e dottorati di ricerca. Ha il compito di contribuire al progresso del sistema universitario e promuovere la collaborazione con altre scuole e università italiane e internazionali. Inoltre, si dedica alla ricerca scientifica in diversi campi.
La scuola è stata istituita il 13 novembre 2019 in via sperimentale, con la legge di bilancio del 2019. Dal 2 aprile 2022, con un decreto del Ministero dell'università e della ricerca promulgato il 27 gennaio precedente, la scuola diviene ufficialmente una scuola superiore universitaria in via definitiva.
La Scuola Superiore Meridionale è costituita dalle seguenti 10 aree dottorali:
- Archeologia
- Oncologia
- Cosmologia
- Medicina genomica e sperimentale
- Storia
- Studi giuridici per persone con disabilità
- Scienze matematiche e fisiche per tecnologie avanzate
- Rischio e complessità di modellazione e ingegneria
- Scienze molecolari
- Studi letterali

La Scuola fornisce agli studenti vitto e alloggio gratuiti presso le proprie residenze, un contributo mensile e l'esenzione dalle tasse universitarie. Per l'ammissione viene bandito ogni anno un concorso pubblico.

## Ricerca
L'Ateneo dispone di 24 centri interdipartimentali di ricerca e 17 centri interuniversitari di ricerca, in cui lavorano oltre 4000 ricercatori attivi (compresi oltre 400 assegnisti e 1400 dottorandi). Esso collabora con altri enti di ricerca pubblici e privati, italiani e internazionali, tra cui Biogem, un centro di ricerca scientifica operante negli ambiti della genetica molecolare e delle biotecnologie.

### Biblioteche

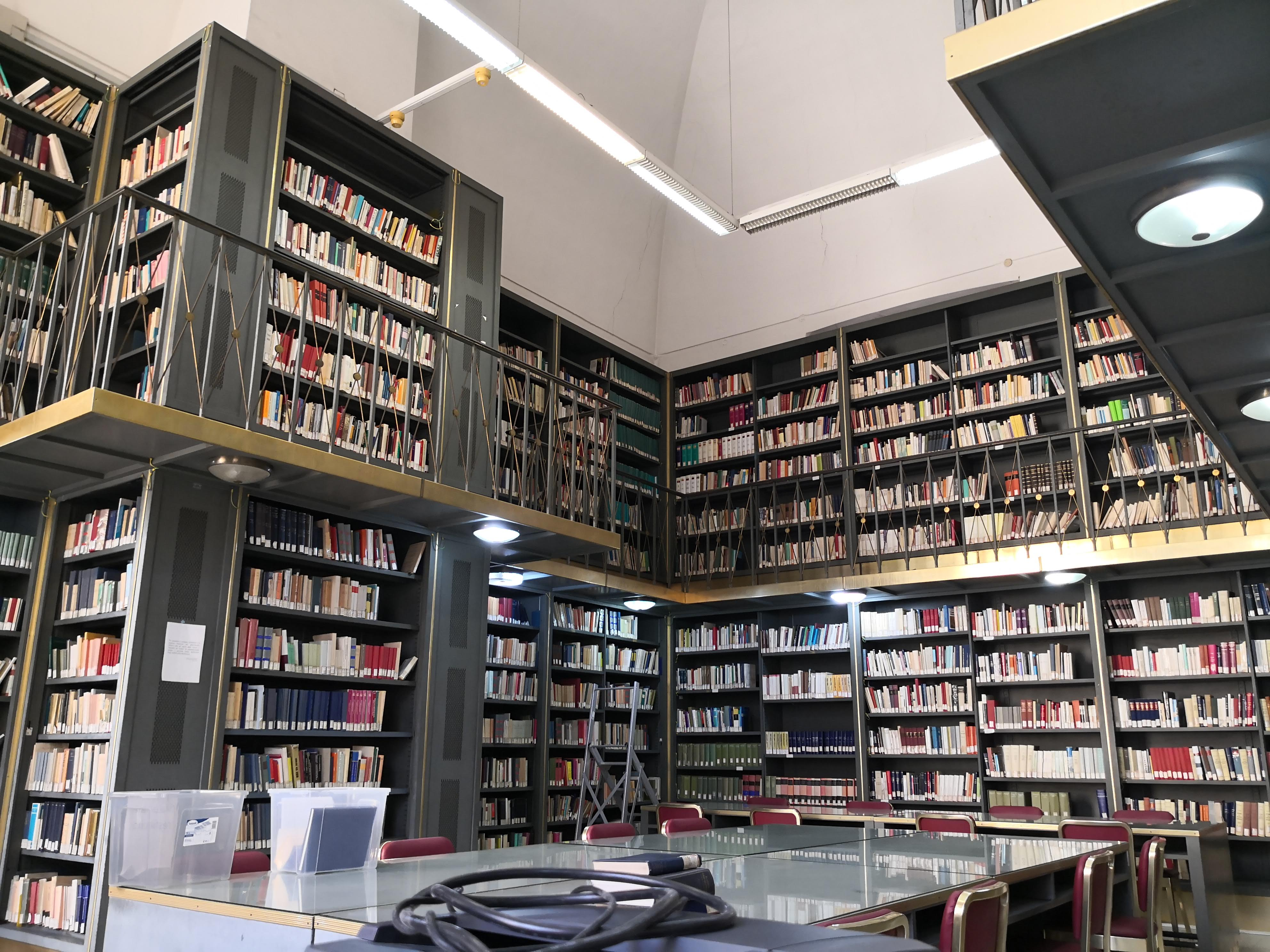
Scorcio della Biblioteca di diritto romano e storia della scienza romanistica del Dipartimento di Giurisprudenza

Il sistema delle biblioteche dell'Università degli Studi di Napoli Federico II comprende biblioteche di Area, di Centro e di Dipartimento. Le biblioteche sono distribuite su tutto il territorio cittadino e nelle aree circostanti:
- Biblioteca di Area Agraria, sita nel comune di Portici
- Biblioteca di Area Architettura
- Biblioteca di Area Economia
- Biblioteca di Area Farmacia
- Biblioteca di Area Giuridica
- Biblioteca di Area Ingegneria
- Biblioteca di Area Medicina e Chirurgia
- Biblioteca di Area Scienze Politiche "Giuseppe Cuomo"
- Biblioteca di Area Scienze Sociali
- Biblioteca di Area Scienze
- Biblioteca di Area Umanistica (BRAU)
- Biblioteca di Area Veterinaria
- Biblioteca Digitale sulla Camorra e Cultura della Legalità
- Centro di Ateneo per le Biblioteche "Roberto Pettorino"

Si aggiunge all'elenco la Biblioteca universitaria di Napoli. Essa è ubicata in uno dei locali dell'Ateneo, tuttavia, nonostante il nome, non è di proprietà dell'università.
Il patrimonio posseduto dalle biblioteche ammonta a oltre due milioni di volumi e a quasi 3 500 abbonamenti a periodici; per gestire una tale mole di lavoro è stato costituito nel 2009 il CAB-Centro di Ateneo per le Biblioteche (intitolato a Roberto Pettorino nel 2013), che provvede al coordinamento del sistema bibliotecario di ateneo. Il CAB eroga servizi quali l'acquisizione e accesso alle risorse elettroniche, gestione e sviluppo dei cataloghi online per le risorse bibliografiche dell'ateneo, gestione e sviluppo dell'archivio istituzionale, supporto alle biblioteche dell'ateneo, supporto alla comunità scientifica per l'accesso alle risorse bibliografiche.

### Sistema museale
- Centro musei delle scienze naturali e fisiche: Venne istituito nel 1992; esso raggruppa i preesistenti musei di Mineralogia, di Zoologia, di Antropologia, di Paleontologia e, nel 2002, quello di Fisica. Il Centro occupa una superficie di circa 4000 m² all'interno della storica Casa del Salvatore, in via Mezzocannone e custodisce più di 150 000 reperti provenienti da tutto il mondo. I musei del Centro operano attivamente per la comunità, promuovendo mostre, convegni, seminari ed attività rivolte alle scuole, quali visite guidate, laboratori ed escursioni.

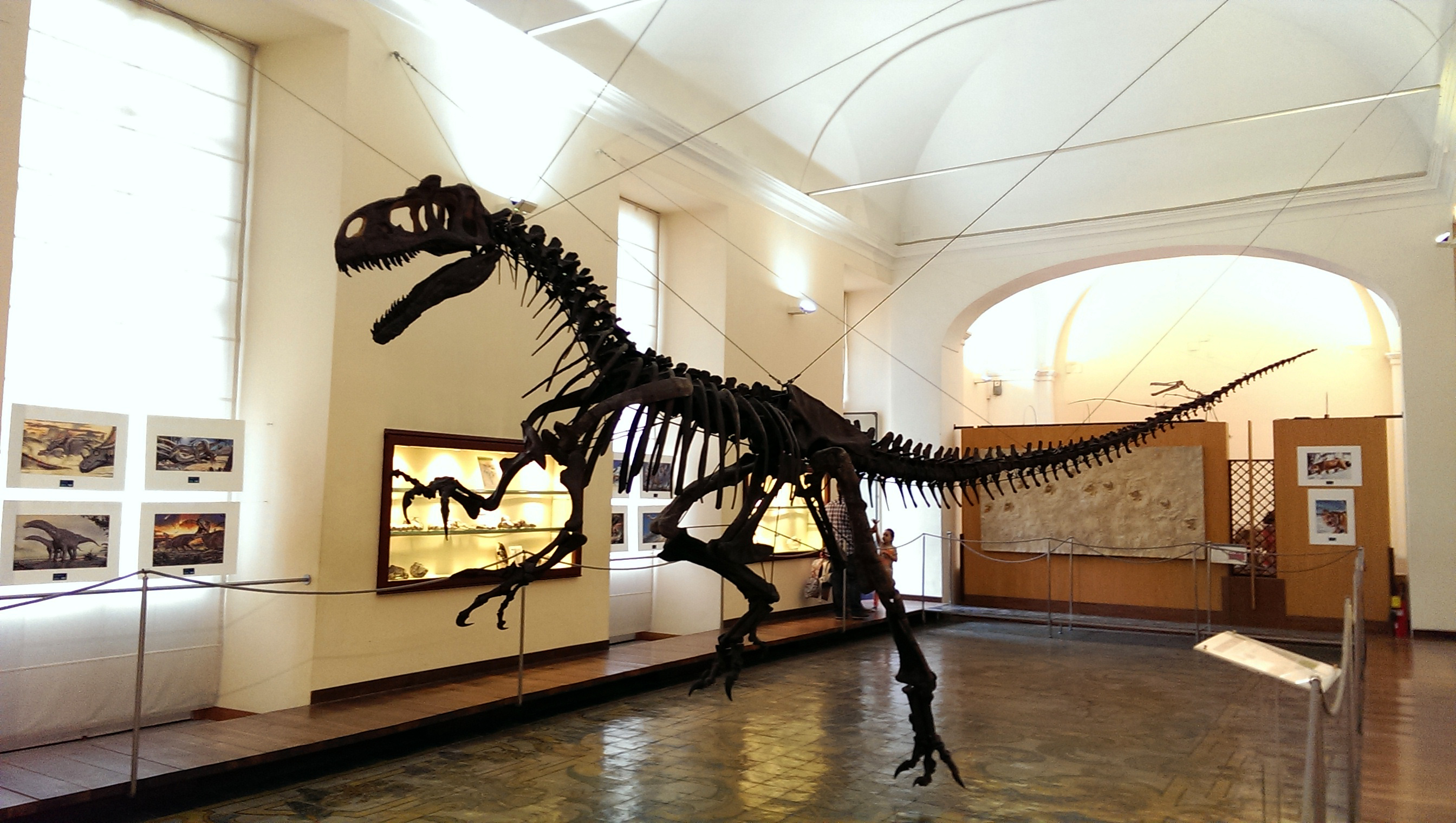
Esemplare di allosauro, Museo di Paleontologia.

- Centro Museale "Musei delle Scienze Agrarie": Il Centro Museale che ha sede presso la Reggia di Portici, nasce nel 2011 e comprende: l'orto botanico di Portici, il museo Botanico Orazio Comes, il museo Entomologico Filippo Silvestri, il museo Mineralogico Antonio Parascandola, il museo di Meccanica Agraria Carlo Santini, il museo Anatomo-zootecnico intitolato a Tito Manlio Bettini e la Biblioteca storica dei musei. Il patrimonio del Centro è costituito da reperti, strumenti e libri scientifici (di cui i più antichi risalgono al 1500), una testimonianza della storia delle scienze e delle tecnologie agrarie dell'Italia meridionale e delle esplorazioni in terre straniere, ma anche una rappresentazione dell'evoluzione del pensiero scientifico.
- Museo di anatomia veterinaria: L'attuale museo venne istituito nel 2000 in un'ala del Complesso di Santa Maria degli Angeli alle Croci, allora sede della Facoltà di Medicina Veterinaria. Tuttavia un primigenio museo fu predisposto nel 1861 e comprendeva una raccolta di preparati anatomici in cera, qualche scheletro e poche ossa separate, come materiale di supporto per l'insegnamento dell'anatomia veterinaria. Attualmente la collezione museale comprende essenzialmente visceri, scheletri, animali imbalsamati, reperti patologici preparati (sia a secco che in formalina) di animali appartenenti all'area geografica mediterranea.

### Orti botanici
Il patrimonio architettonico dell'Ateneo include due orti botanici:
- L'orto botanico di Napoli, parte della Facoltà di Scienze Matematiche, Fisiche e Naturali; ha un'estensione di 12 ettari e ospita circa 9000 specie vegetali e quasi 25000 esemplari. Fu realizzato nel 1807 da Giuseppe Bonaparte.

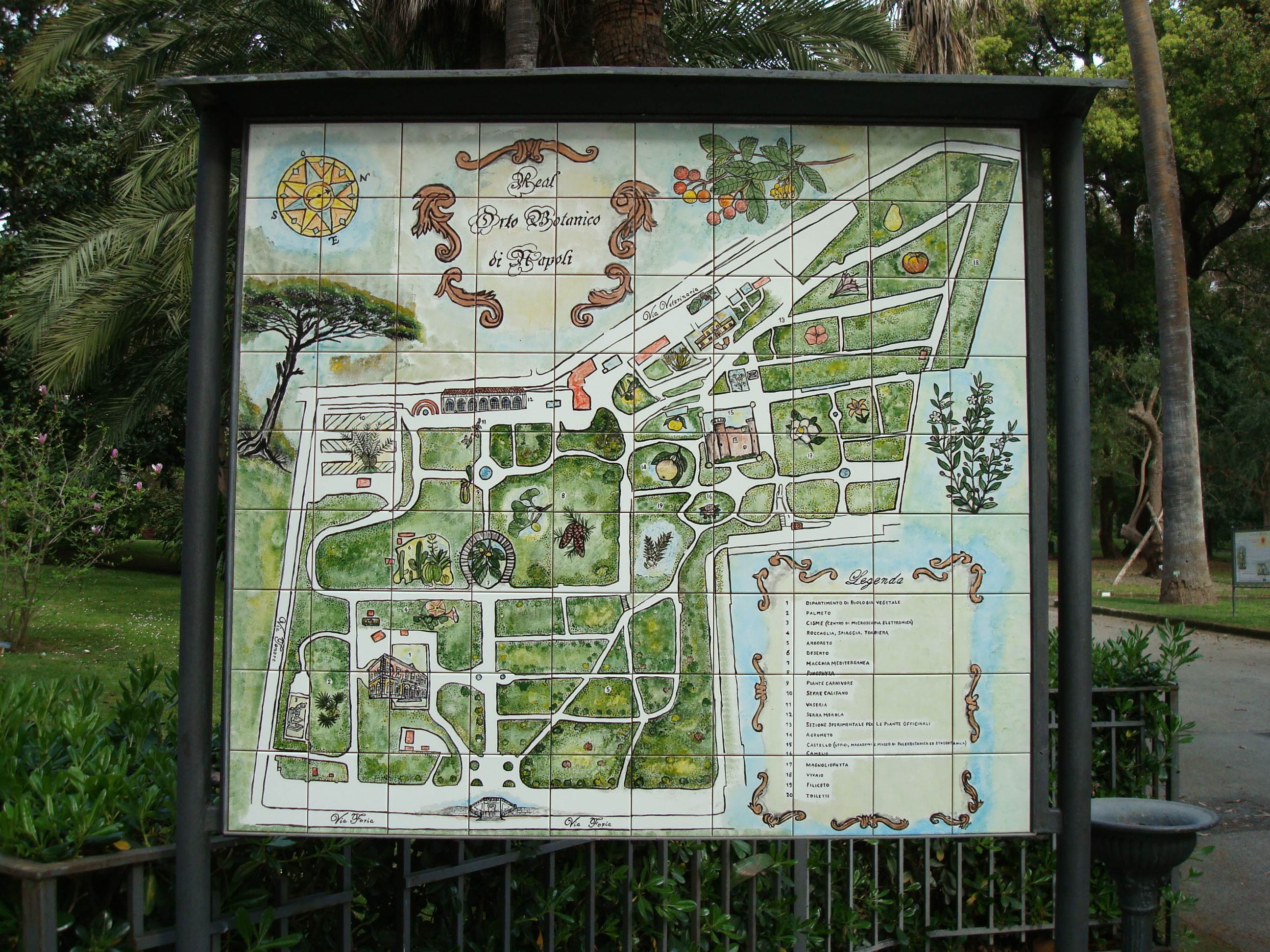
Pianta dell'Orto botanico del campus di Napoli.

- L'orto botanico della Facoltà di Agraria, ha un'estensione di 2 ettari e ospita circa 1000 specie vegetali e oltre 4000 esemplari. Fu realizzato nel 1872 insieme alla Reale scuola superiore di agricoltura (l'odierno dipartimento di agraria).

### Accademie
Hanno sede presso l'Ateneo la secolare Accademia Pontaniana, la Società Nazionale di Scienze, Lettere e Arti di Napoli e la Società dei Naturalisti in Napoli.
L'Ateneo possiede inoltre 11 accademie sorte con la collaborazione di aziende multinazionali:
- Aerotech Academy, in collaborazione con Leonardo;
- Cybersecurity Hackademy, in collaborazione con Accenture;
- DIGITA, in collaborazione con Deloitte;
- SI Academy – Smart Infrastructures, in collaborazione con Tecne SpA;
- Make Napoli, in collaborazione con Medtronic;
- CoreAcademy, in collaborazione con KPMG, DXC Technology e Exprivia;
- 5G Academy, in collaborazione con Nokia, Capgemini e TIM;
- Quantum Computing Academy, in collaborazione con QuantumNet;
- Agritech Academy, in collaborazione con Agritech;
- Apple Developer Academy;
- Cisco Academy.

#### Apple Developer Academy
La Apple Developer Academy è un'accademia dell'Ateneo fondata il 6 ottobre 2016 con la collaborazione dell'azienda statunitense Apple. È situata nel Complesso San Giovanni, nel quartiere di San Giovanni a Teduccio.
La formazione è incentrata sullo sviluppo di software e progettazione di app per l'ecosistema Apple. Le aree di formazione sono divise in:
- Programmazione (linguaggio Swift, programmazione server-side, SQL, NoSQL)
- Progettazione delle interfaccie grafiche (HCI)
- Business

Le lezioni sono basate sul Challenge-based learning (CBL), un approccio multidisciplinare che incoraggia gli studenti a sfruttare le tecnologie utilizzate quotidianamente per risolvere problemi reali. Al dicembre 2023, più di 1700 studenti hanno studiato presso l'Academy e più di 800 applicazioni sono state progettate e distribuite.

#### Cisco Academy – Digital Transformation Lab
Il Digital Transformation Lab (DTLab) è un laboratorio nato da un'iniziativa congiunta tra l'azienda statunitense Cisco Systems e il CeSMA (Centro Servizi Metrologici e Tecnologici Avanzati) dell'Ateneo federiciano. È stato inaugurato il 28 gennaio 2018 ed è ospitato dal Complesso universitario di San Giovanni dell'Ateneo.
Il corso è gratuito ed e dà l'opportunità di conseguire la certificazione Cisco DevNet Associate.

### Stazione meteorologica
La Stazione meteorologica di Napoli Istituto di Fisica Terrestre è un osservatorio meteorologico che ha sede presso il Dipartimento di Scienze della Terra. Fu istituita il 29 ottobre 1860 con decreto dittatoriale di Giuseppe Garibaldi, su richiesta del professor Luigi Palmieri, titolare della prima cattedra di Meteorologia del Regno d'Italia.

## Sport
L'attività sportiva d'ateneo è affidata al CUS Napoli, il centro polisportivo delle Università partenopee nato nel 1945 sulle ceneri del GUF Napoli.
UniNA Corse è, invece, la squadra corse dell'università; partecipa al campionato mondiale formula SAE. È suddivisa in due team, quello che si occupa di costruire una macchina spinta da un motore combustione interna e quello che si occupa di costruire una vettura elettrica.

## Rettori
Regno di Napoli
- Niccolò Verticillo (1291-?)
- Matteo Filomarino (1310-1320?)
- Lorenzo Pulderigo da Napoli (1351-1359)
- Bartolomeo Prignano (1360-1362)
- carica abolita (1806-1811)
- Domenico Cotugno (1812-1813)
- Felice Parrilli (1814-1815)

Regno delle due Sicilie
- Francesco Rossi (1816-1817)
- Felice Parrilli (1818-1819)
- Leonado Santoro (1820-1821)
- Gaetano Giannattasio (1822-1823)
- Giovanni Gambale (1824-1825)
- Teodoro Monticelli (1826-1827)
- Nicola Ciampitti (1828_1829)
- Francesco Maria Avellino (1830-1831)
- Francesco Rossi (1832-1833)
- Filippo Maria Guidi (1834-1835)
- Leonardo Santoro (1836-1837)
- Saverio Macrì (1838-1839)
- Francesco Saverio Apuzzo (1840-1843)
- Michele Tenore (1844-1845)
- Gaetano Lucarelli (1846-1847)
- Andrea Ferrigni Pisone (1848-1849)
- Michele Bianchi (1850-1851)
- Gerardo Pugnetti (1º gennaio 1852-31 dicembre 1853)
- Giuseppe Cua (1854-15 giugno 1854)
- Mario Giardini (1854-1855)
- Francesco Bruni (1856-1857)
- Giuseppe Pietrocola (1858-1859)

Regno d'Italia
- Giuseppe de Luca (1862-1864)
- Paolo Emilio Imbriani (1864-1865)
- Arcangelo Scacchi (1865-1867)
- Salvatore Tommasi (1869-1871)
- Luigi Settembrini (1871-1873)
- Arcangelo Scacchi (1875-1877)
- Bonaventura Zumbini (1881-1883)
- Salvatore Trinchese (1886-1889)
- Emanuele Fergola (1889-1891)
- Agostino Oglialoro Todaro (1897-1899)[128]
- Giovanni Antonelli (1901-1902)
- Carlo Gallozzi (1902)
- Leonardo Bianchi (1902-1903)
- Filippo Masci (1903-1905)
- Carlo Fadda (1905-1907)
- Giovanni Paladino (1907-1909)
- Pasquale Del Pezzo (1909-1911)
- Leonardo Bianchi (1911-1913)
- Enrico Cocchia (1913-1915)
- Alberto Marghieri (1915-1917)
- Agostino Oglialoro-Todaro (1917-1919)[128]
- Pasquale Del Pezzo (1919-1921)
- Giovanni Miranda (1921-1923)
- Ferruccio Zambonini (1923-1925)
- Filippo Bottazzi (1925-1927)
- Arnaldo Bruschettini (1927-1931)
- Giunio Salvi (1931-1939)
- Luigi Auricchio (1939-1943)
- Biagio Petrocelli (1943)
- Adolfo Omodeo (1943-1946)

Repubblica italiana
- Gaetano Quagliariello (1946-1950)
- Ernesto Pontieri (1950-1959)
- Giuseppe Tesauro (1959-1975)
- Giuseppe Cuomo (1975-1981)
- Carlo Ciliberto (1981-1993)
- Fulvio Tessitore (1993-2001)
- Guido Trombetti (2001-2010)
- Massimo Marrelli (2010-2014)
- Gaetano Manfredi (2014-2020)
- Matteo Lorito (dal 2020)

## Direttori generali
- Tommaso Pelosi (1986-2002)
- Maria Luigia Liguori (2003-2015)
- Francesco Bello (2015-2021)
- Alessandro Buttà (dal 2021)